# Kolozsnéma
Kolozsnéma (szlovákul Klížska Nemá) község Szlovákiában, a Nyitrai kerület Komáromi járásában.
Közigazgatási területe 11,8 km², Ronka tartozik hozzá. Lakosságának túlnyomó többsége magyar nemzetiségű.

## Fekvése
Kolozsnéma az Alsó-Csallóközben, Nagymegyertől 16 km-re délkeletre, Komáromtól 29 km-re nyugatra, Gönyűvel szemben, a Duna bal partján fekszik a történelmi Komárom vármegye területén. 2006 óta a Morava hajó biztosítja a kishatárforgalmat Gönyű felé. Keletről Nagykeszi, nyugatról Komáromfüss, délről Gönyű és Nagyszentjános községek határolják. Áthalad rajta a Nagykeszit (6 km) Füss-sel (5 km) összekötő mellékút. Érinti a Duna töltésén haladó Duna-menti nemzetközi kerékpárút.

## Élővilága

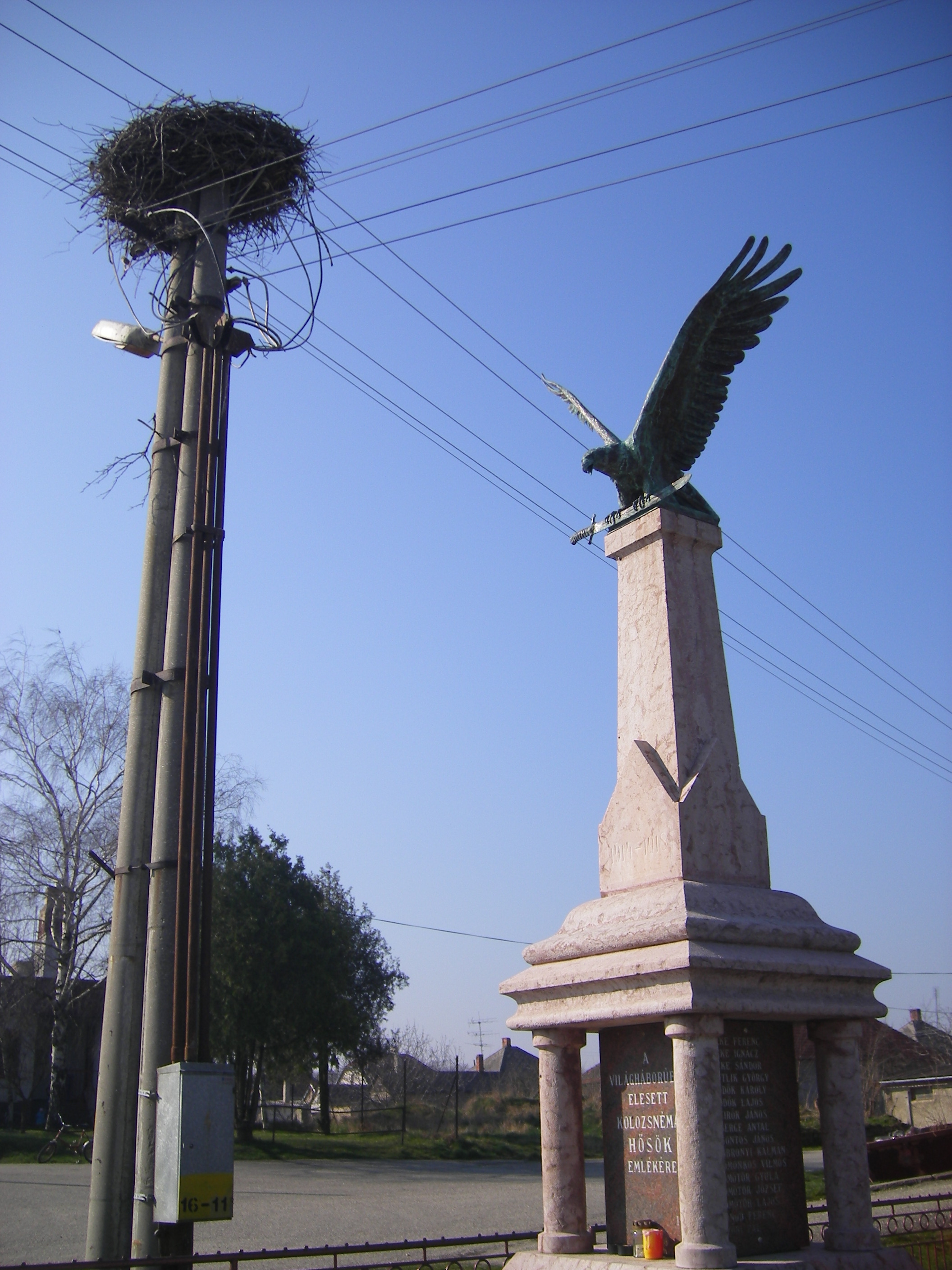
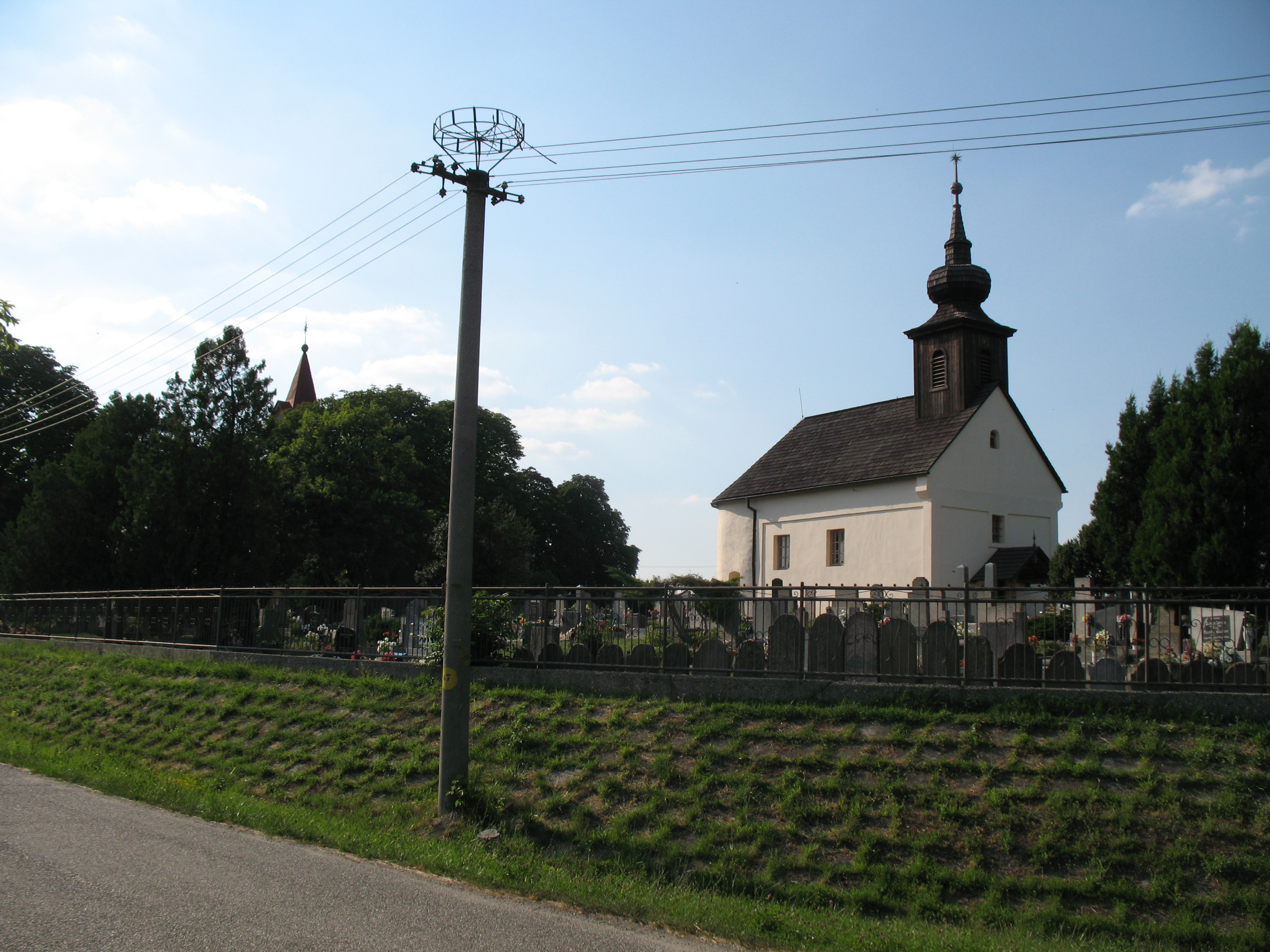
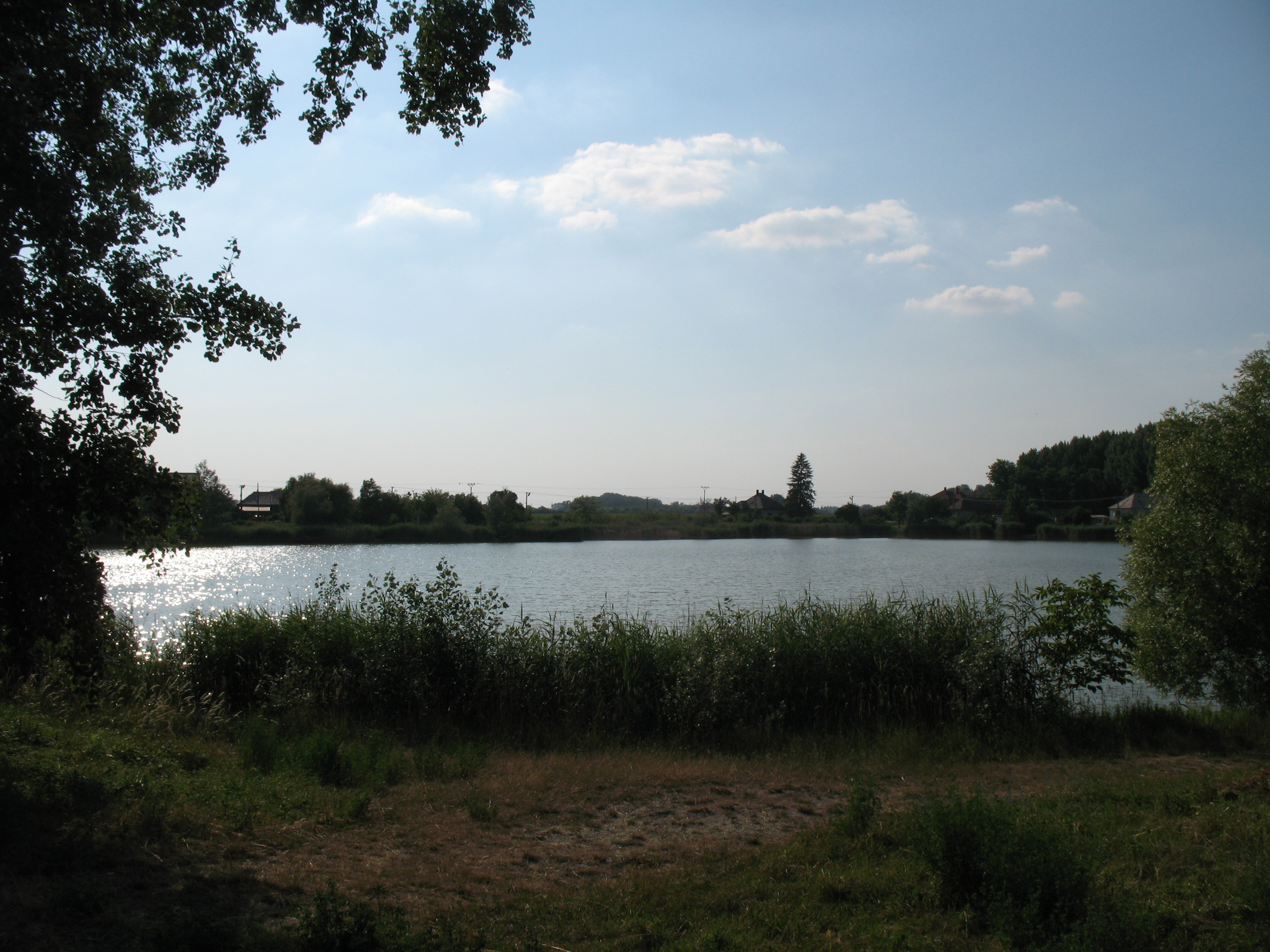
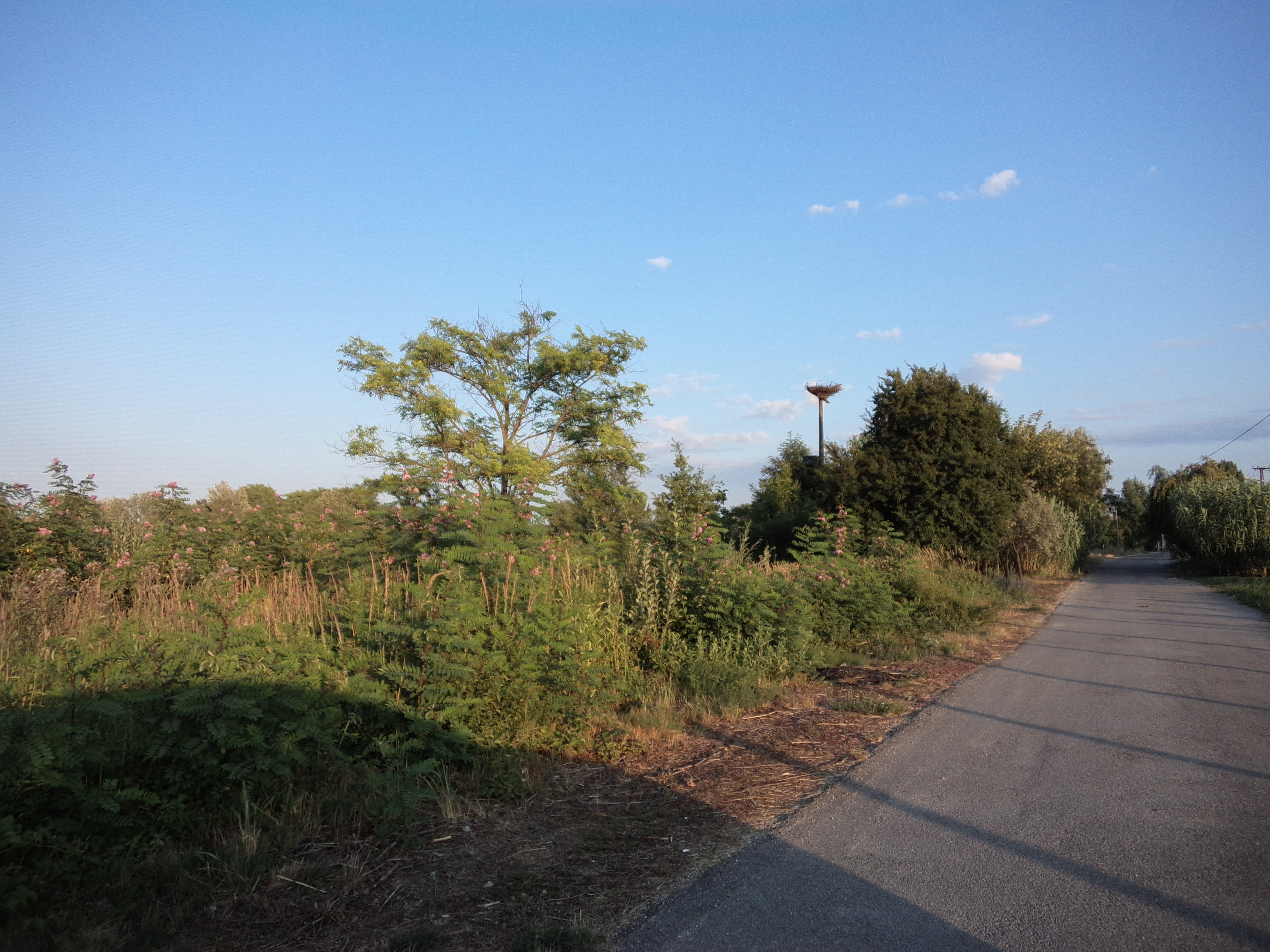
2015
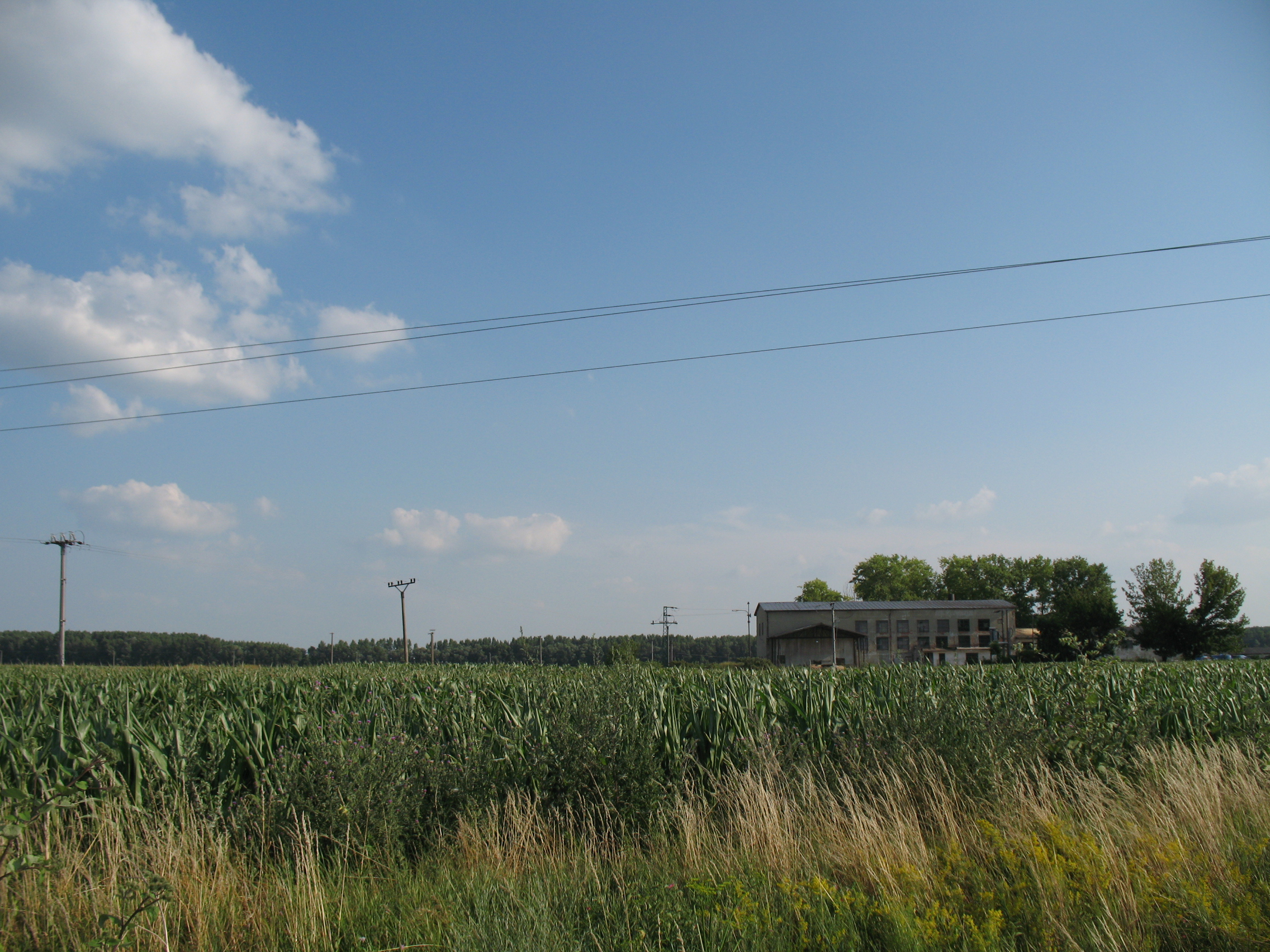

A faluban 3 gólyafészket vagy fészekalátétet tartanak nyilván, azonban 2012-től egyikről sincs pozitív adat, hogy fészkeltek volna bennük.

## Története
1168-ban említik először Villa Nema néven. A 12. században a komáromi vár tartozéka volt, a 13-14. században a gróf Cseszneky család birtoka volt, majd 1435-ben Némai Kolos Jeromos kapta királyi adományként. 1489-ben lólopás ügyében panaszkodnak. 1522-ben Egyházasnéma néven szerepel. Református anyaegyháza az 1530-as évek elején jött létre. A 16. század végén Kolozsnémai Kolos János halála után unokaöccsei, a Hathalmy testvérek (Miklós, Mátyás, Pál és István) kérték a hátrahagyott birtokait Kolosnémán, Nagykeszin, Kiskeszin, Ekelen és Andrásházán. A 16. századi törökdúlás (a Dunán átkelő portyázó csapatok többször kirabolták a falut, mely egy időre elnéptelenedett) után a lengyeltóti Lengyel család birtoka lett. Lengyeltóti Lengyel István (fl. 1567–1581), szigligeti várkapitány, földbirtokos feleségül vette dalkai Hathalmy Zsófia kisasszonyt, akinek a szülei Hathalmy György (fl. 1549–1567), semptei várnagy, földbirtokos és némai Kolosi Erzsébet (fl. 1580) voltak. Lengyel István anyósától örökölték Kolozsnémat; Hathalmy Györgyné némai Kolozs Erzsébetnek a szülei némai Kolos Ambrus (fl. 1508–1518), veszprémi követ, földbirtokos és sávolyi Jósa Orsolya voltak.
Az 1848–1849-es szabadságharc idején a falu mellett ütköztek meg a császáriak a magyar csapatokkal. Lakói főként halászatból éltek. A községnek két vízimalma volt és itt állt a Duna egyik fontos kikötője is.
Fényes Elek 1851-ben kiadott geográfiai szótárában így ír a községről: "Kolos-Néma, magyar falu, Komárom vmegyében, fekszik rónaságon az öreg Duna mellett, Kis- és Nagy-Keszi szomszédságában, Komáromhoz nyugotra 1 s 1/4 mfldnyi távolságra. Nevét vette Kolos családtól s annak néma leányától, melly családnak lakháza a mostani templom és temető emeltebb helyén volt, mint az alapkövek most is mutatják. Határa 2511 holdra terjed, mellynek harmada rét és sziget, melly egyszersmind tüzifát szolgáltat a lakosoknak. A némai szigetet képezi a falu mellett elnyuló holt Duna. Az urbéri föld tesz 415 holdat, a többi majorsági birtok, földe első osztálybeli s mindent megterem. Az állattenyésztés is szorgalmasan üzetik; egyébiránt határában több nádas és mocsáros tavak találtatnak. Népessége 455 lélek, ebből reform. 302, ebből 65 nemes, 235 nemtelen, 153 r. kath. Urbéri telek van 11 és 1/2, zsellér 7. Nevezetesebb épületei: a reformatusok anyaegyháza, r. katholikusok kápolnája és Zámory György ur lakháza; végre a falun felől 300 ölre a kis Duna partján egy régi szentegyház alapkövei láthatók. F. u. Zámory, Vigyázó, Csorba, Somody családok és a szentmártoni apátság." 
A trianoni békeszerződésig Komárom vármegye Csallóközi járásához tartozott. A falu lakói sokáig halászattal és aranymosással foglalkoztak. Határában (a Duna-parton) ma is jelentős kavicsbányászat folyik.
Határában álltak az egykori Csépánfalva és Simándfalva települések.

## Népessége
| Év:            | 1994. | 2004.   | 2014.   | 2024.    |
| -------------- | ----- | ------- | ------- | -------- |
| Emberek száma: | 591   | 546     | 496     | 426      |
| Eltérés:       |       | -7,61 % | -9,15 % | -14,11 % |

| Év:            | 2023. | 2024.   |
| -------------- | ----- | ------- |
| Emberek száma: | 429   | 426     |
| Eltérés:       |       | -0,69 % |

1880-ban 958 lakosából 919 magyar anyanyelvű volt.
1890-ben 941 lakosából 937 magyar és 1 szlovák anyanyelvű volt.
1900-ban 979 lakosából 970 magyar anyanyelvű volt.
1910-ben 927 lakosa mind magyar anyanyelvű volt. Ebből 613 római katolikus, 305 református, 5 izraelita és 4 evangélikus vallású volt.
1921-ben 968 lakosából 841 magyar és 20 csehszlovák volt.
1930-ban 884 lakosából 777 magyar és 60 csehszlovák volt.
1941-ben 795 lakosából 794 magyar volt.
1970-ben 750 lakosából 720 magyar és 14 szlovák volt.
1980-ban 694 lakosából 660 magyar és 30 szlovák volt.
1991-ben 606 lakosából 573 magyar és 25 szlovák volt.
2001-ben 579 lakosából 534 magyar és 40 szlovák volt.
2004-ben 546 lakosa volt.
2011-ben 520 lakosából 482 magyar és 31 szlovák volt.
2021-ben 449 lakosából 378 (+9) magyar, 53 (+12) szlovák, 4 egyéb és 14 ismeretlen nemzetiségű volt.

## Neves személyek
- Itt született 1905. január 9-én Bólya Lajos jogász, költő, egyetemi tanár.[8]
- Itt született 1928. december 6-án Karel Pecka cseh költő.[9]
- Itt született 1929-ben Szabó Rezső jogász, a Csemadok egykori főtitkára.
- Itt született 1948. május 6-án Élesztős Pál gépészmérnök, egyetemi tanár.
- Itt töltötte gyermekkorát Bólya Péter (Feiszthammel, 1944–1993) író, orvos. Fő műve: A veréb századik lépése.

## Nevezetességei
- Régi templomának alapfalai a Holt-Duna partján láthatók. Mai református temploma 1793-ban egy régebbi építmény alapjaira épült, 1794-ben fatornyot építettek hozzá. 1857-ben az éppen felújított templomot tűzvész pusztította és csak 1858-ban állították helyre.
- Az Őrangyaloknak szentelt római katolikus temploma 1884-ben épült.
- A fennmaradt 19. századi gazdaházak a népi építkezés értékes emlékei.
- A faluban található a későbarokk, nyeregtetős Zámory-kúria.
- A községben 1962. óta a évente megrendezik a Szlovákiai Magyar Társadalmi és Közművelődési Szövetség (Csemadok) járási dal- és táncünnepélyét.

### Emlékművek
- A falu közepén áll az első világháborús turulmadaras hősi emlékmű, melyet 1996-ban egészítettek ki a honfoglalási emléktáblával.
- A második világháború áldozatainak emlékművét 1990-ben állították.

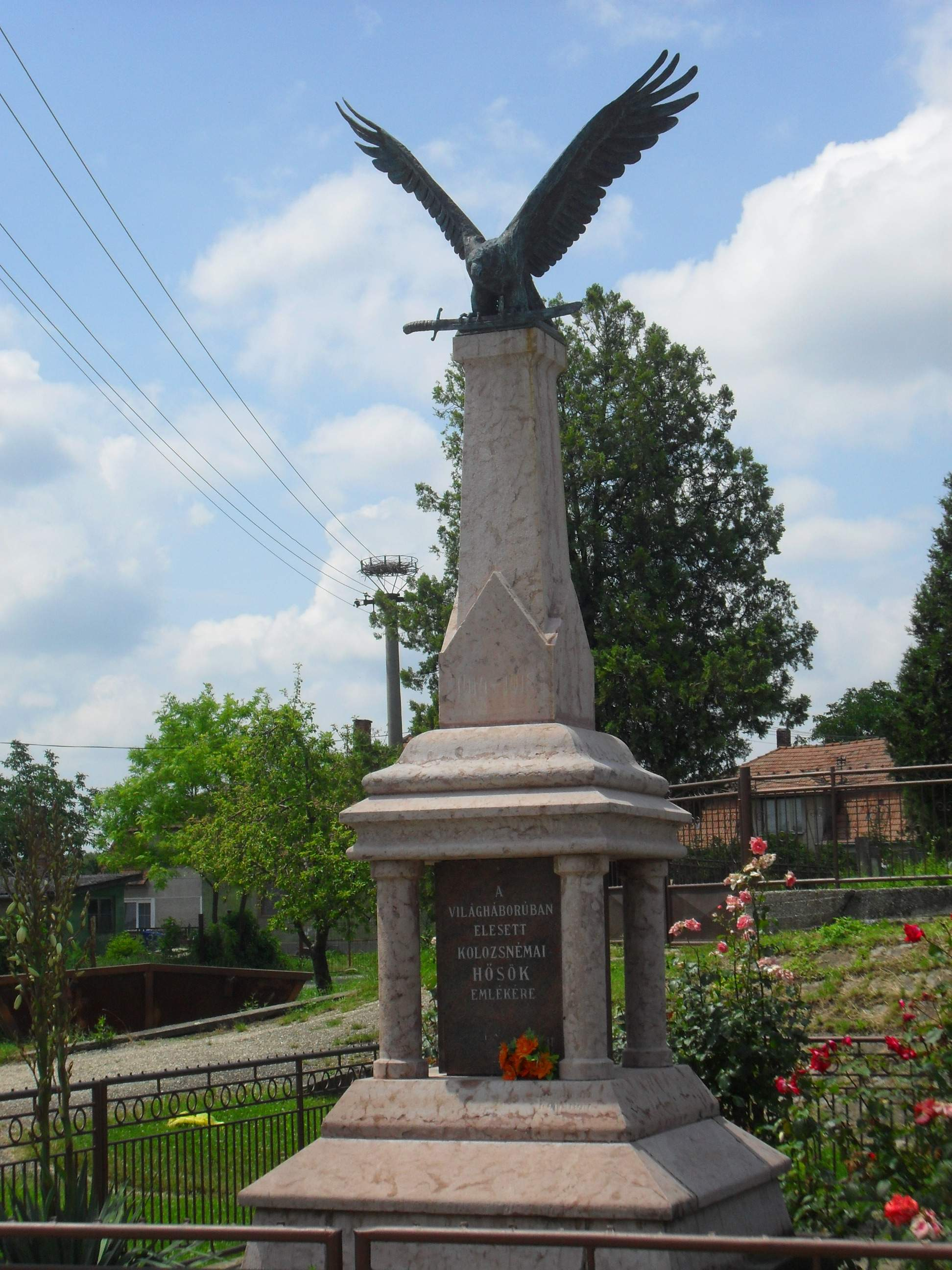
Első világháborús emlékmű
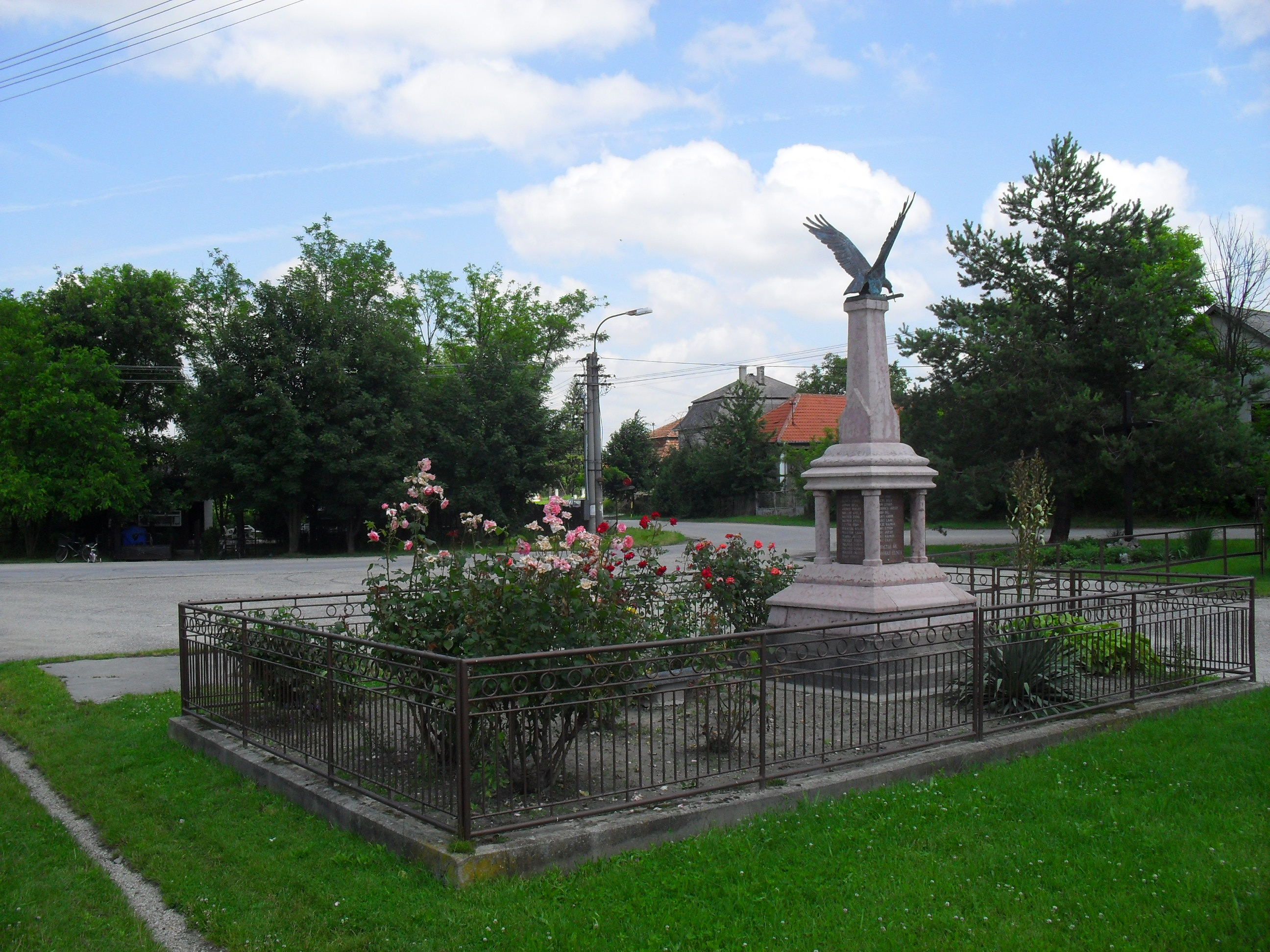
Első világháborús emlékmű
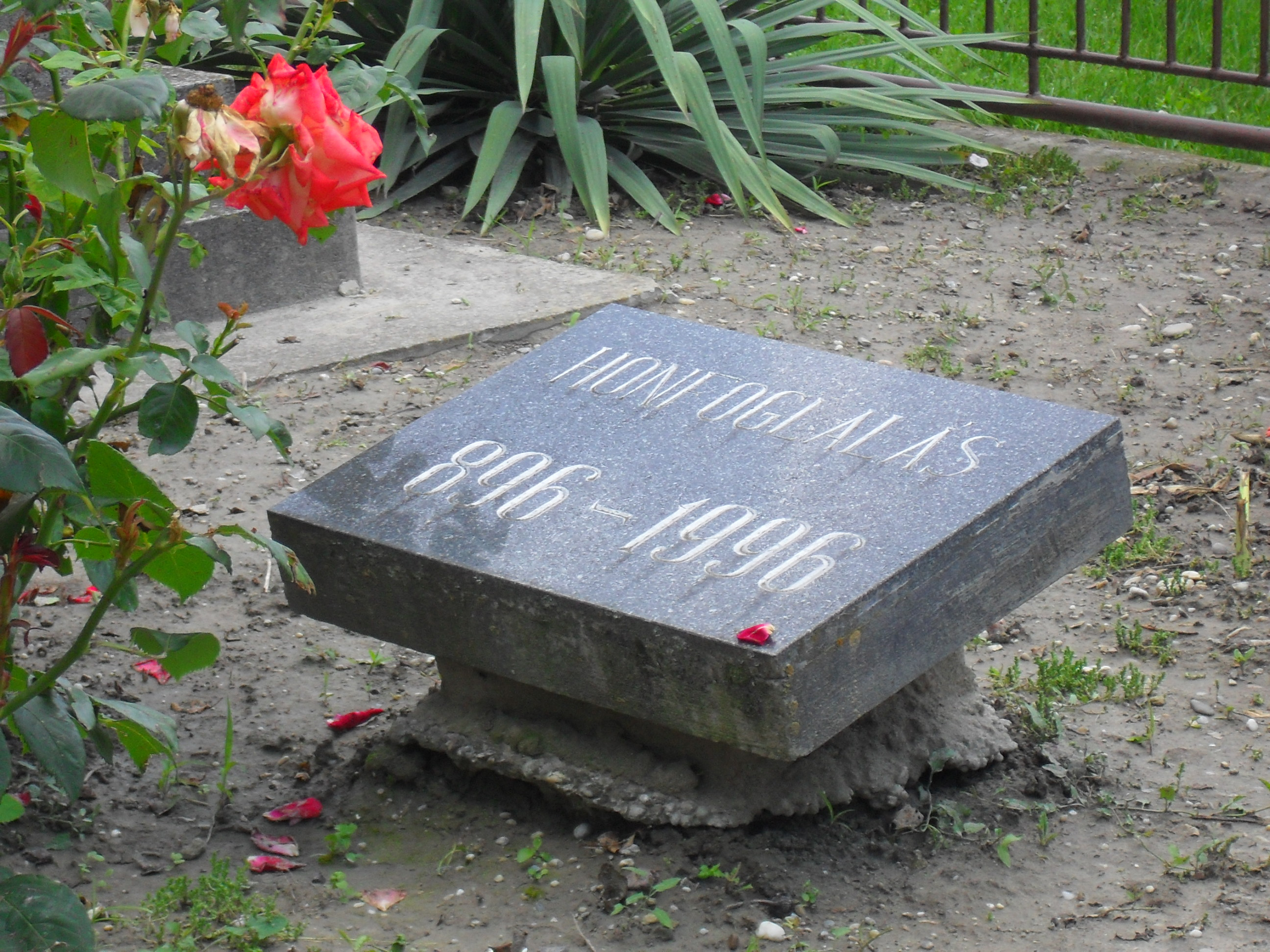
Honfoglalási emléktábla
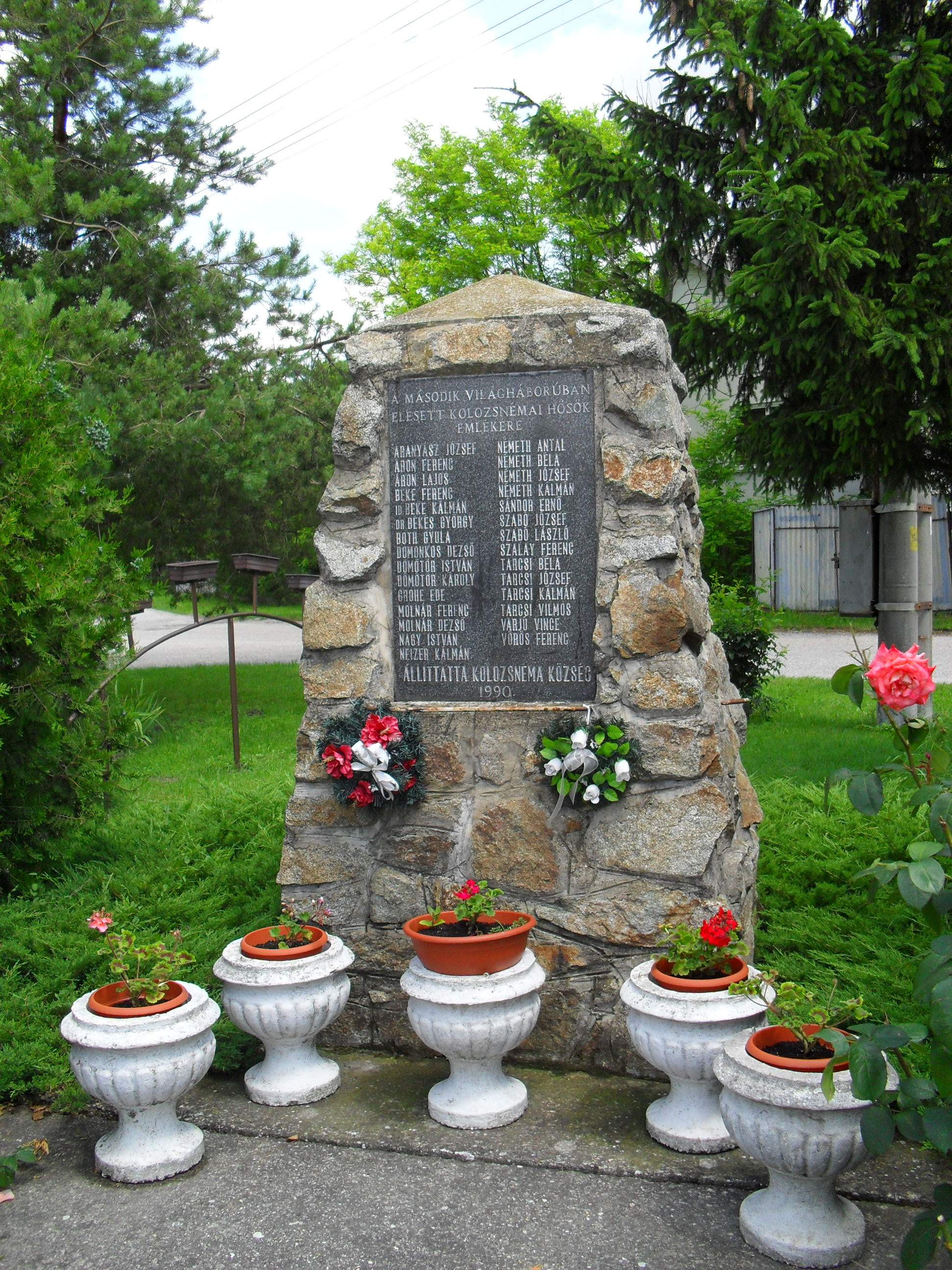
Második világháborús emlékmű

### Szakrális kisemlékek
- A katolikus templom mellett álló Mária-képoszlopot 1923-ban állították.
- A katolikus temetőben három nagykereszt is található:
  - A templom bejáratánál szemben álló vörösmészkő kereszt;
  - Fából készült millenniumi kereszt a templom hátsó falánál;
  - Betonból készült új nagykereszt.
- A falu központjában található emlékkeresztet 2002-ben állították.
- A falu nyugati szélén fából készült útmenti kereszt található.

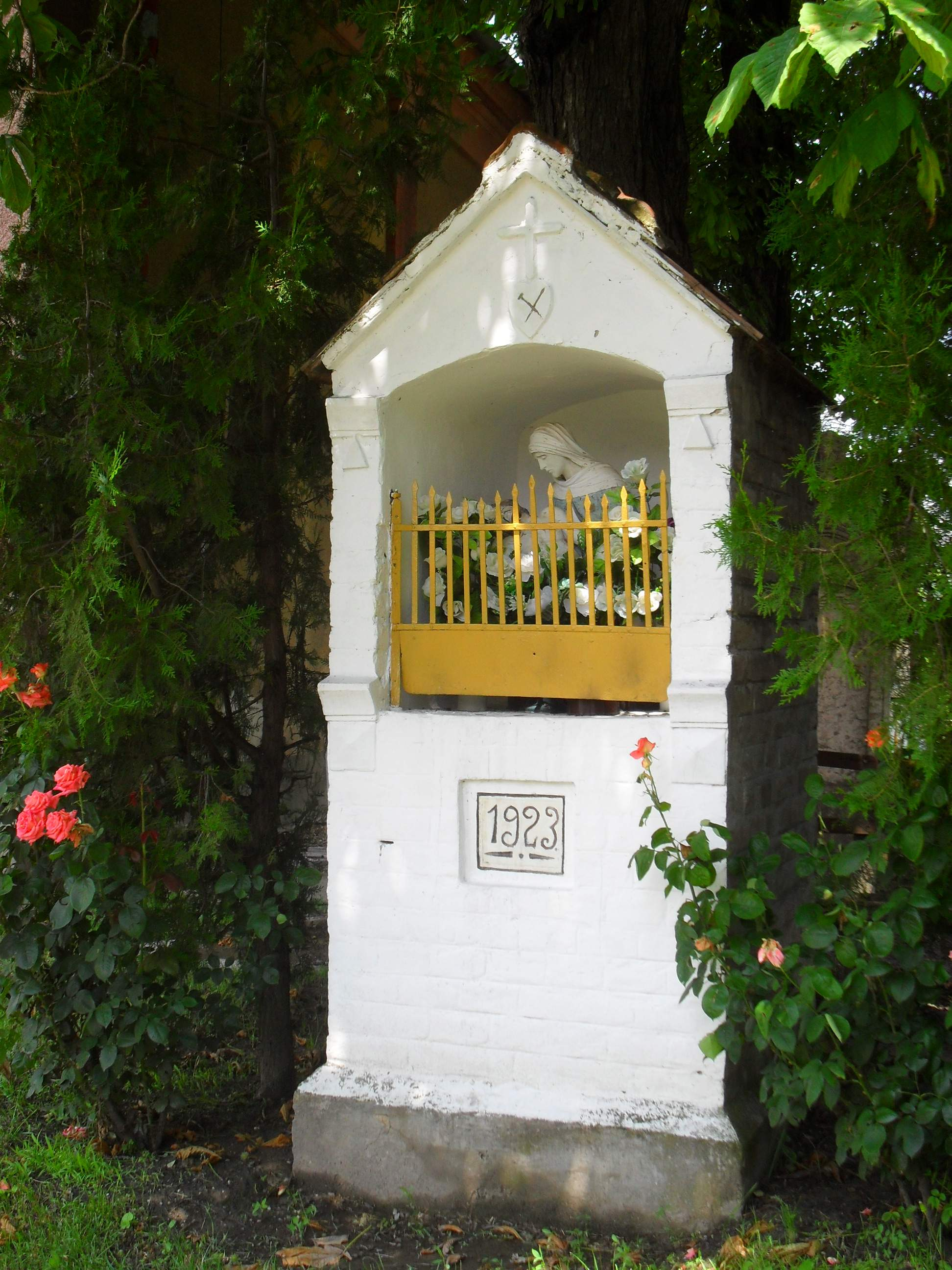
Képoszlop
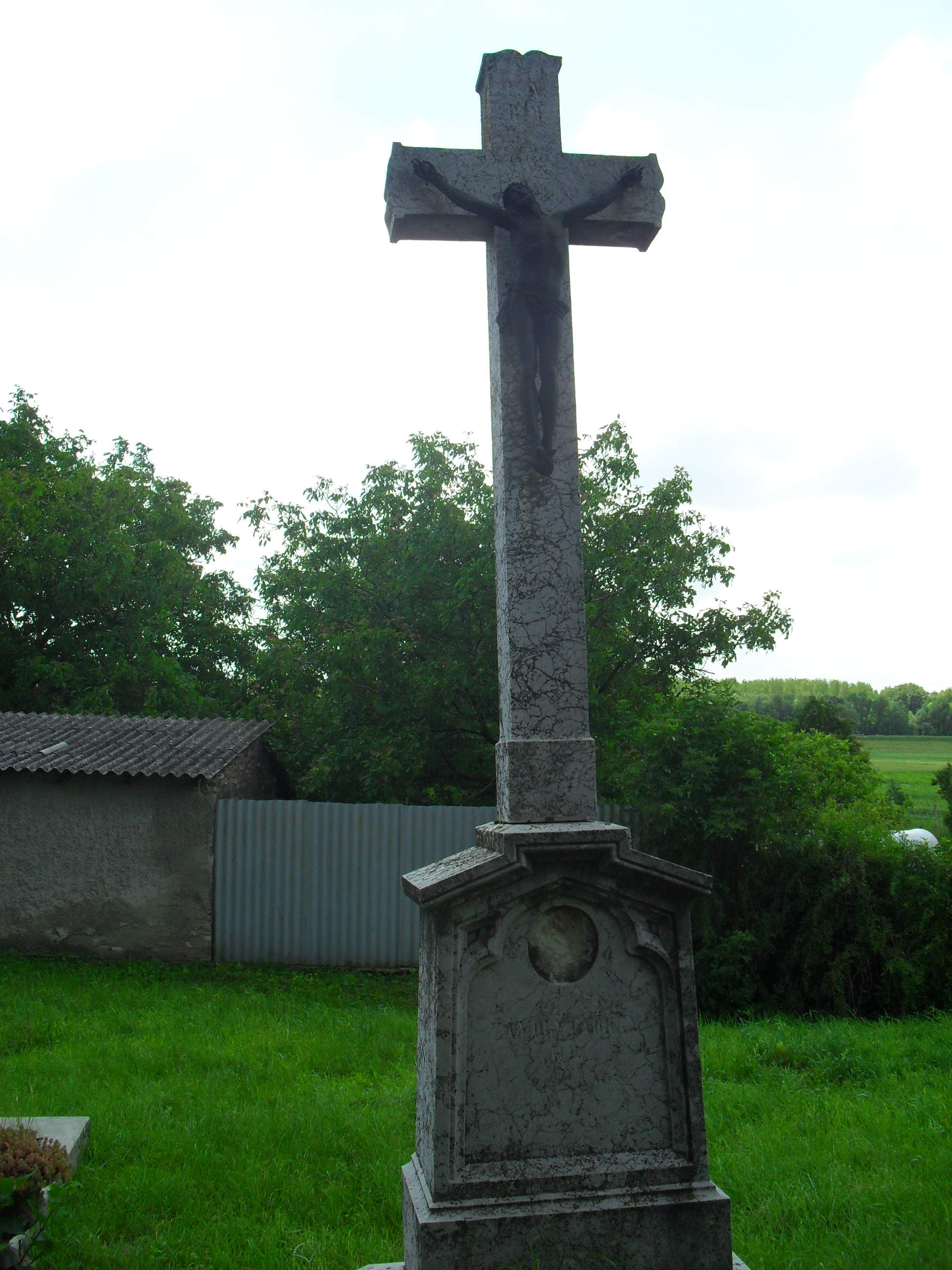
Temetői nagykereszt (1)
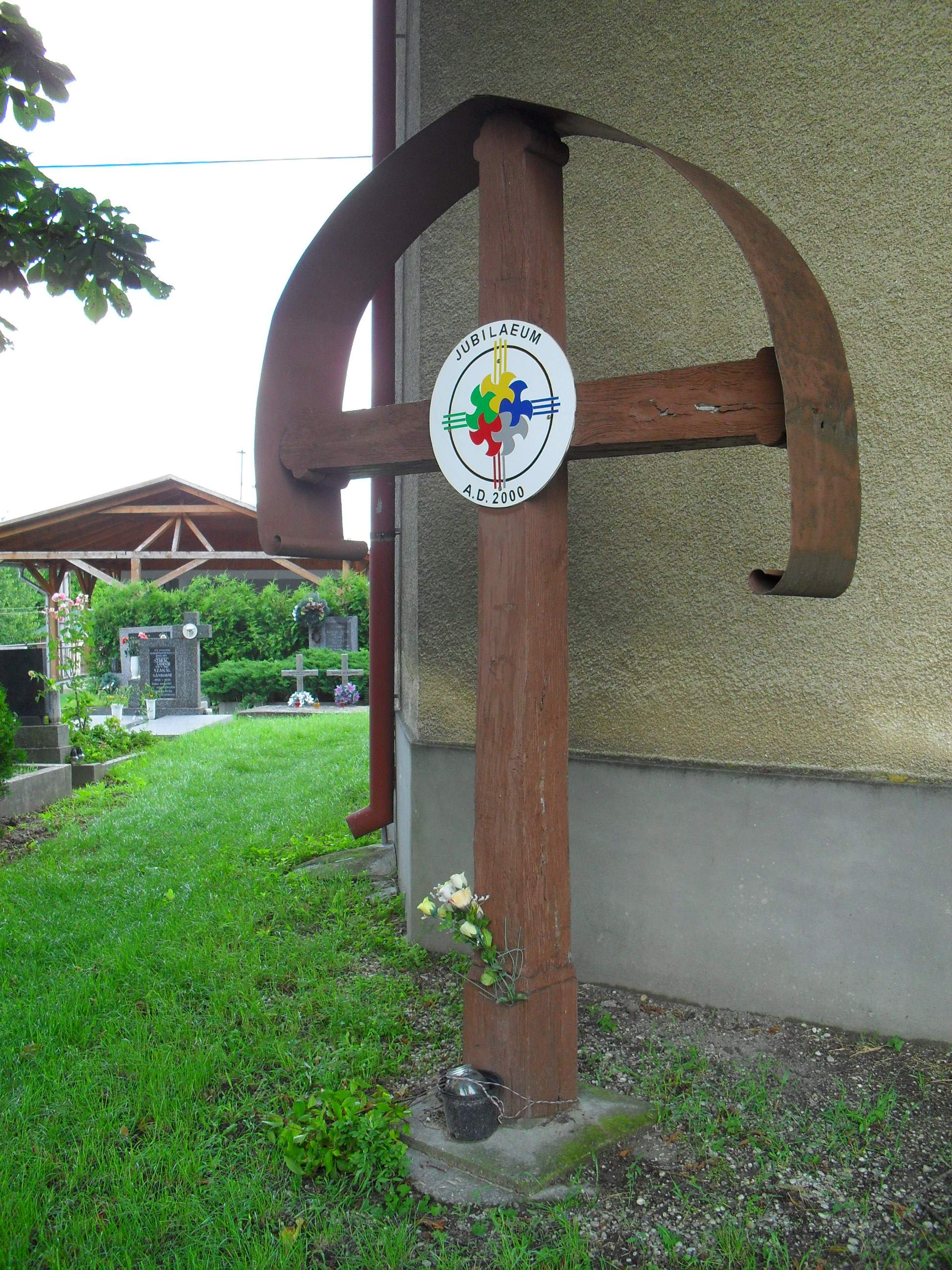
Temetői nagykereszt (2)
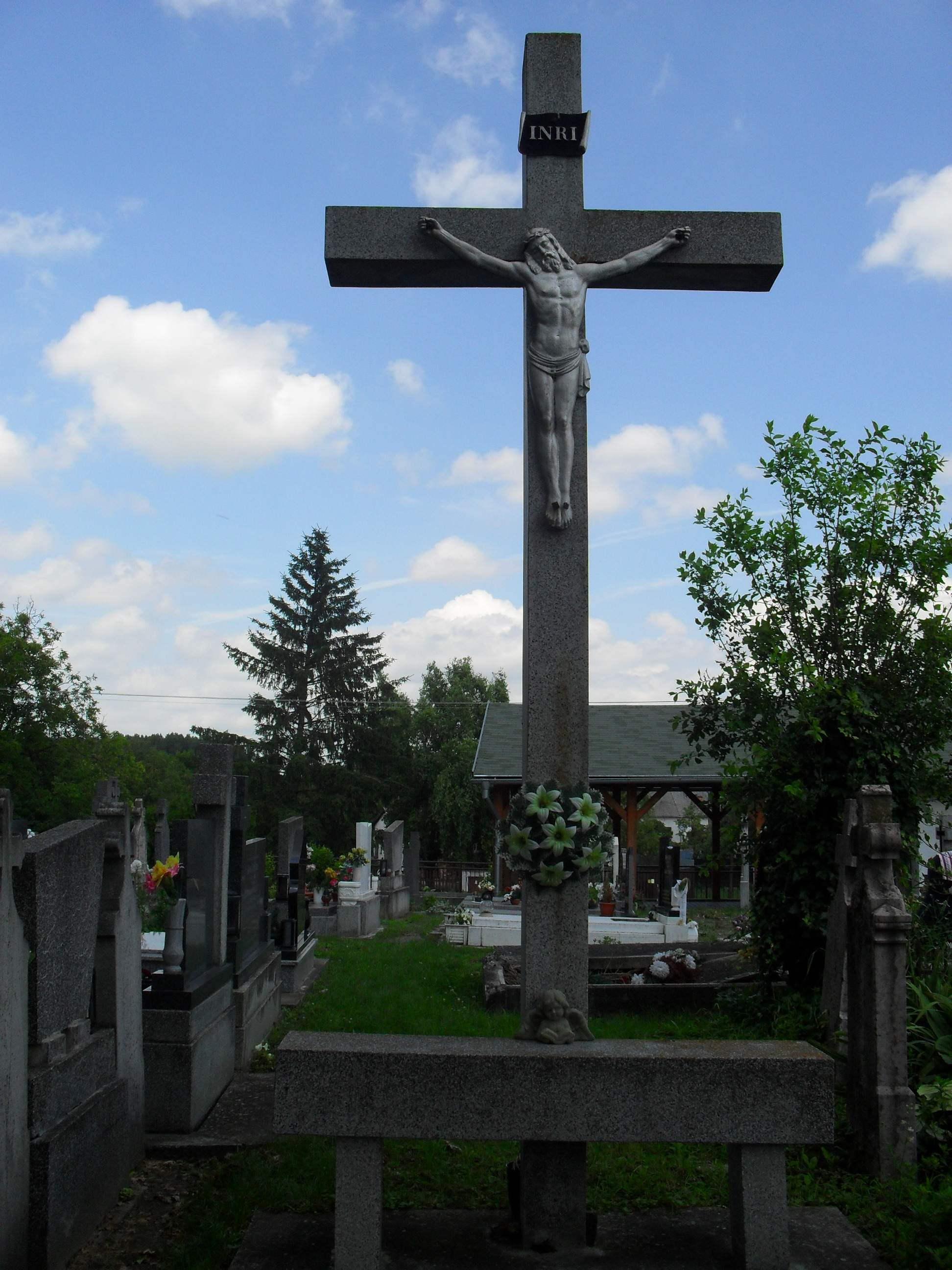
Temetői nagykereszt (3)
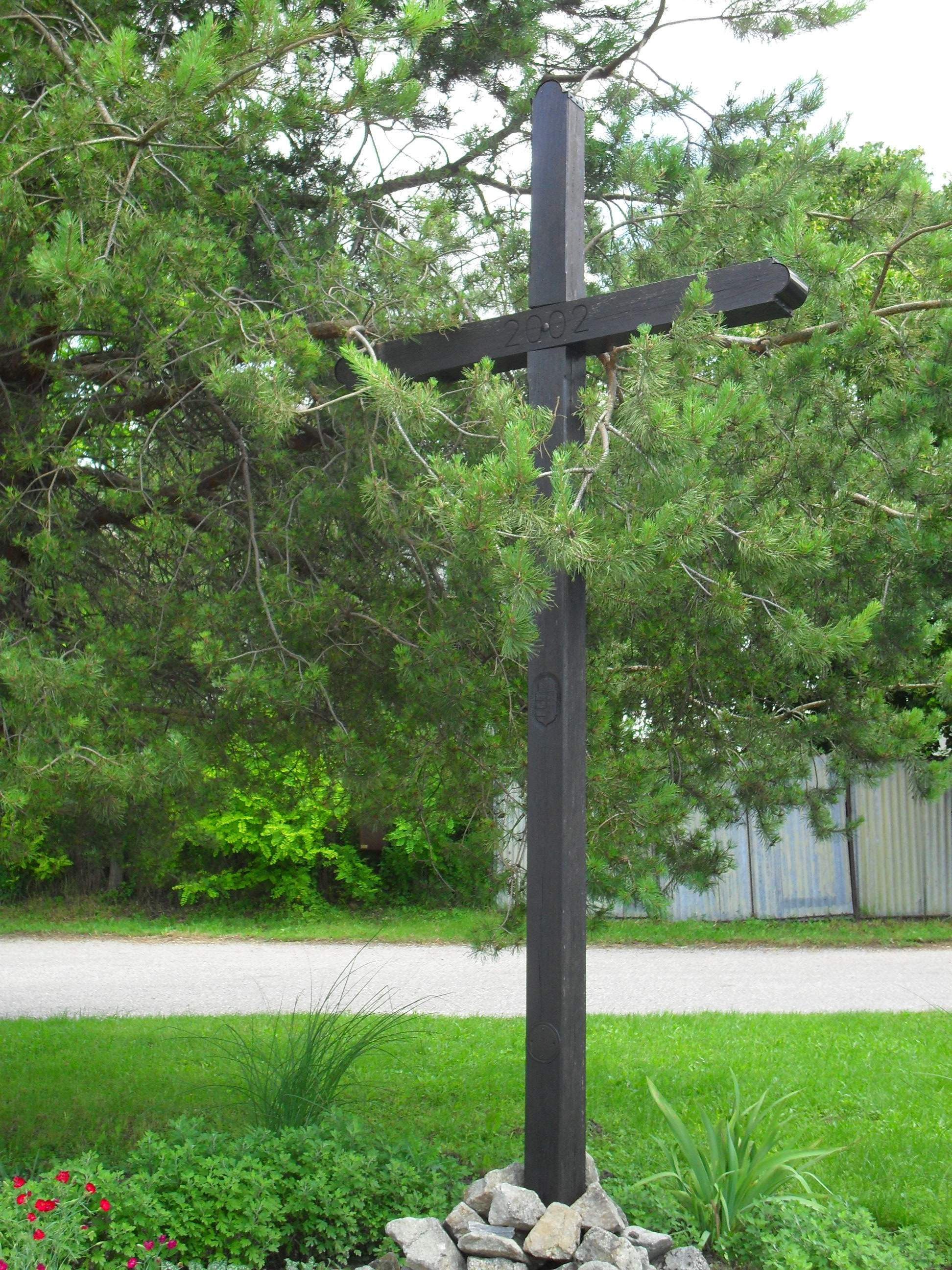
Emlékkereszt (2002)
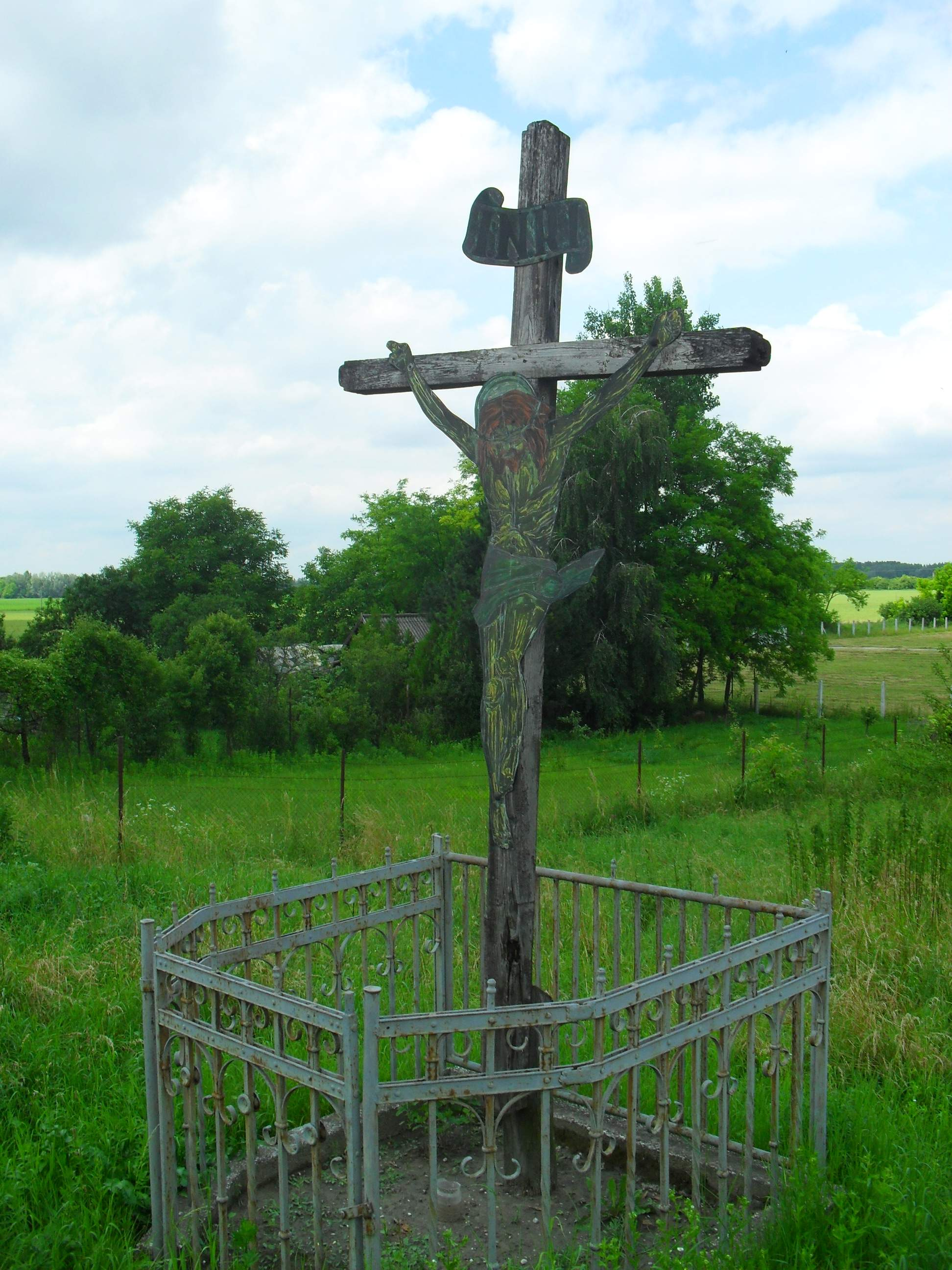
Útmenti kereszt

## Ronka
Kolozsnémától 1 km-re északra, a falut Füssel összekötő mezőgazdasági út mentén fekszik, a Csicsó-Gelléri-csatorna partján. Jelenleg lakatlan, a majorsági épületeket lerombolták. Fényes Elek Komárom vármegye leírása című munkájában így ír róla: Ronka, puszta, fekszik Kolos-Néma szomszédságában rónaságon. Határa 358 holdnyi, mellyből 168 hold szántóföld, 40 hold kaszáló, 150 hold nyár- és jegenyefás erdő, s innen vásárol Csalóköz egy része tűzifát. Földe s réte igen jó, mind a földmívelés, mind az állattenyésztés virágzó karban van, mivel itt szép majorságot tart a szentmártoni főapátság, mellynek birtokához tartozik az egész puszta, s ezt a Fűsön lakó tisztelendő administrator úr kezeli.

## Képtár

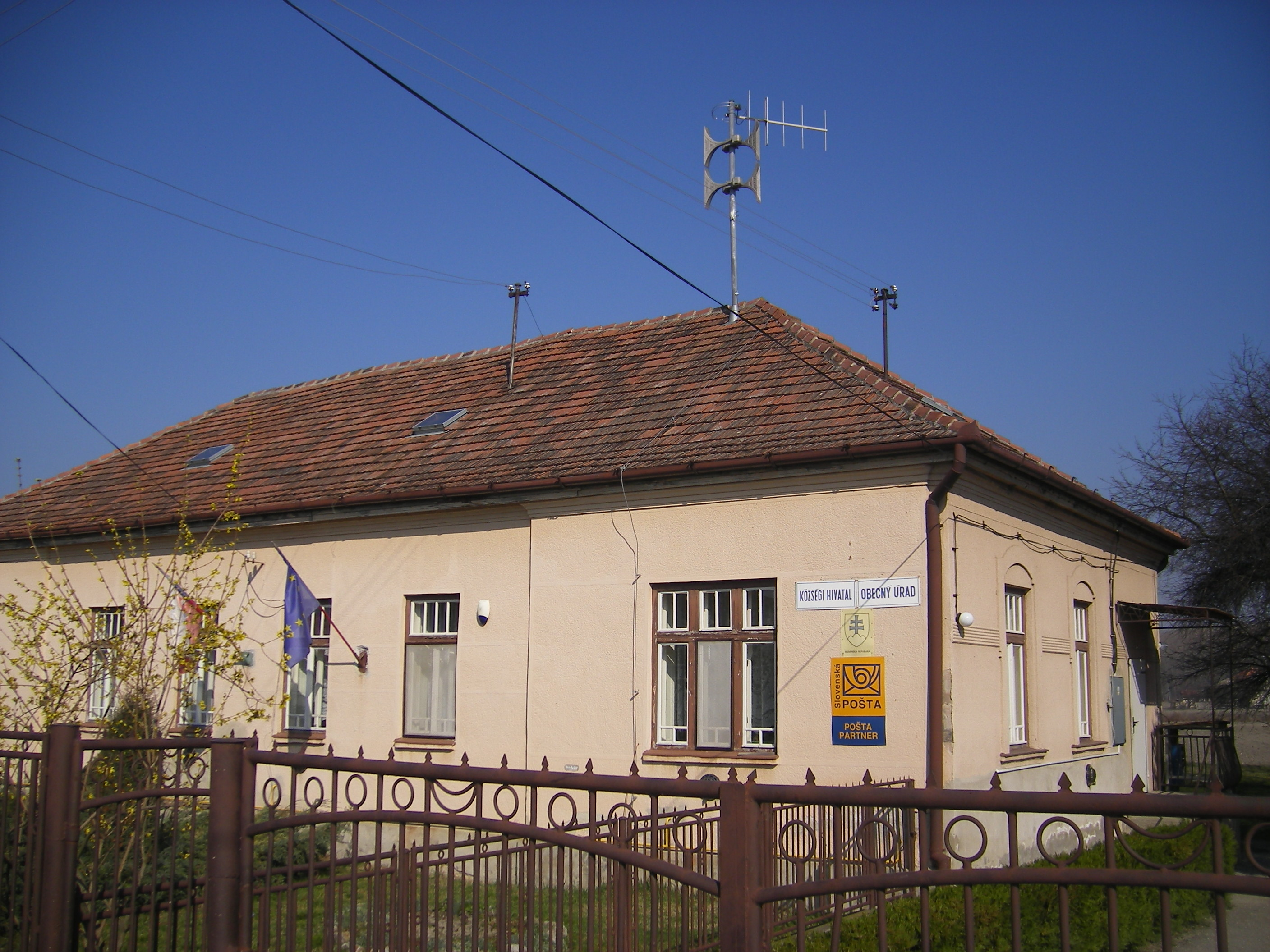
Községháza
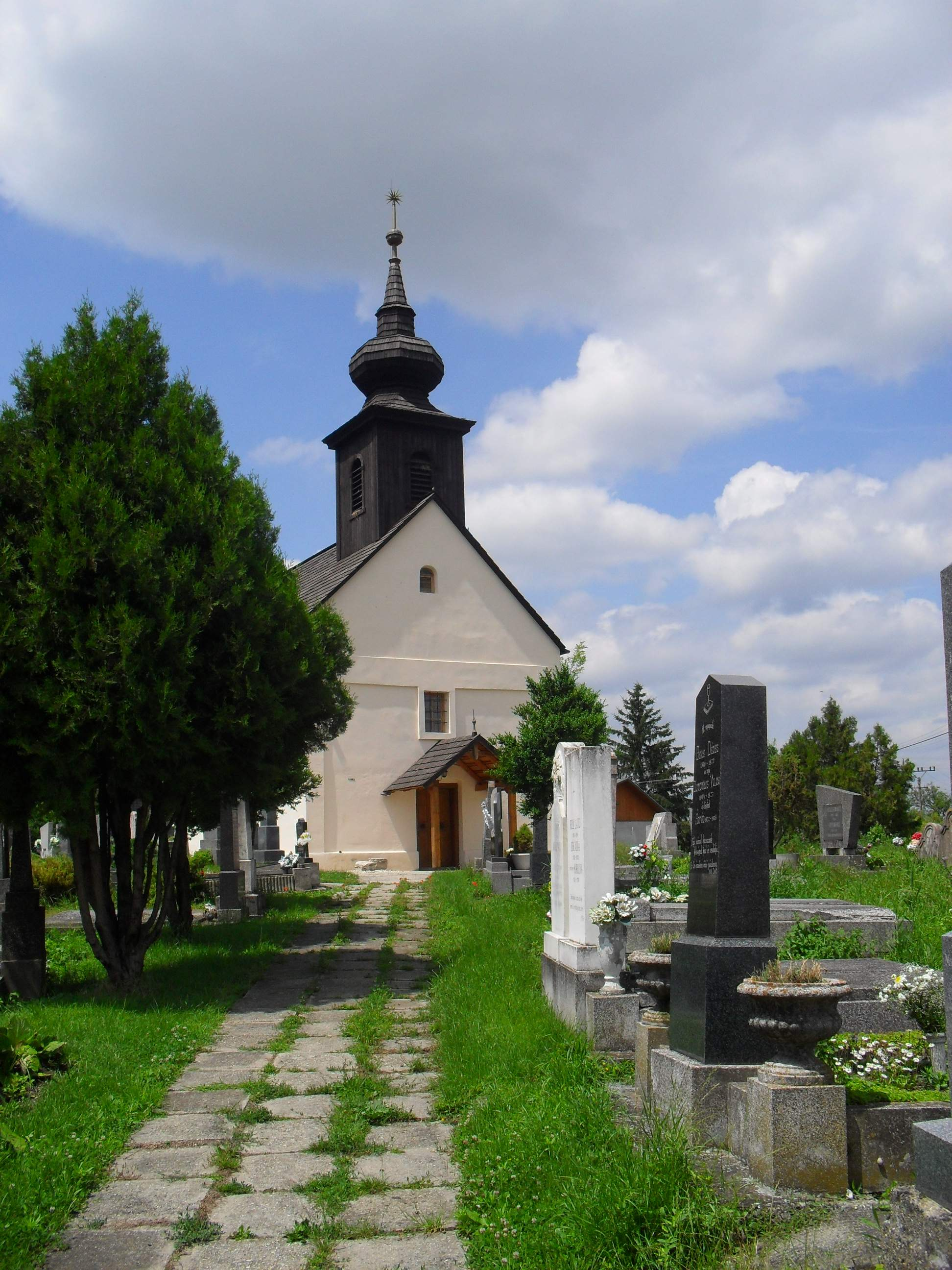
Református templom
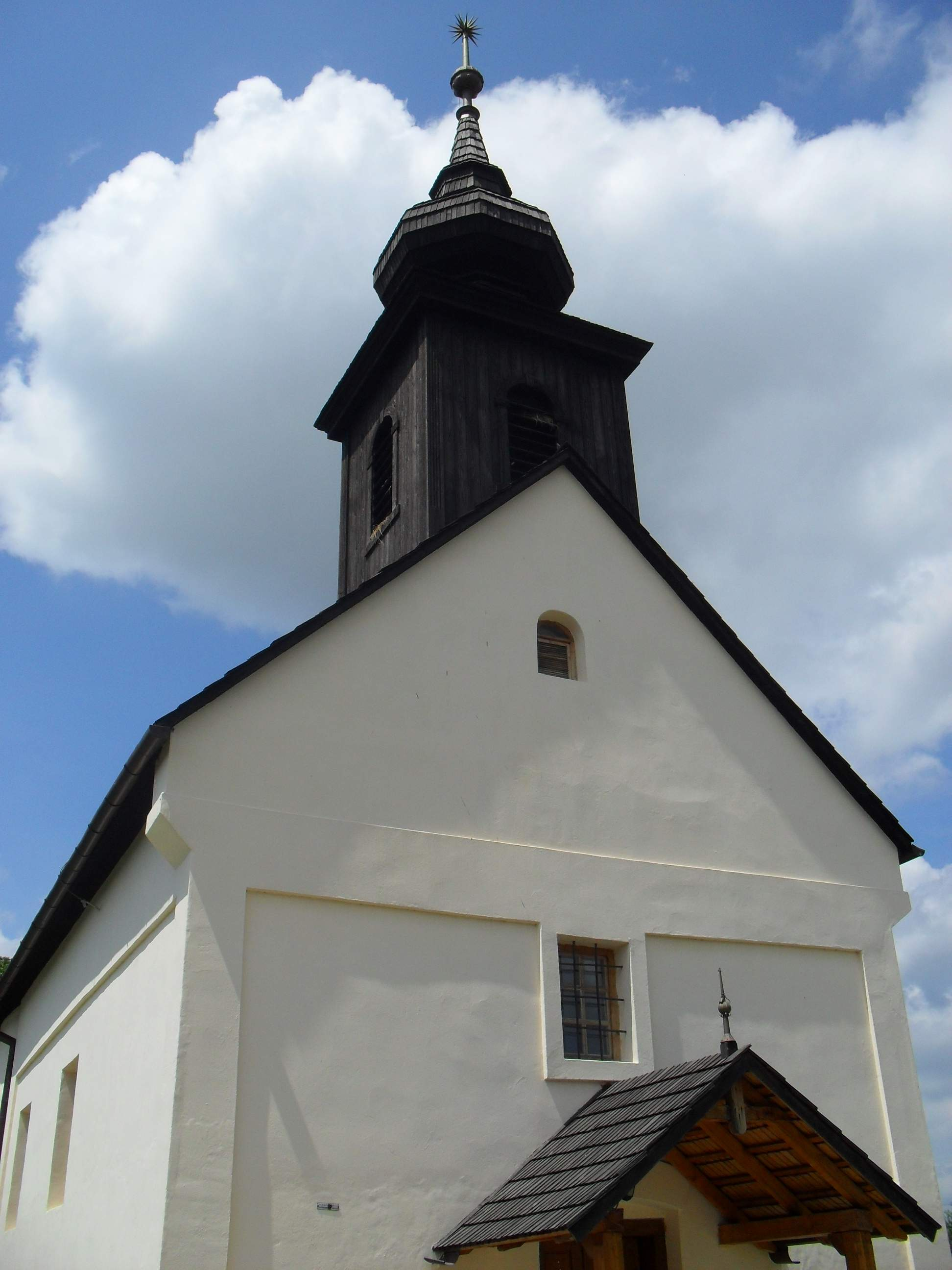
Református templom
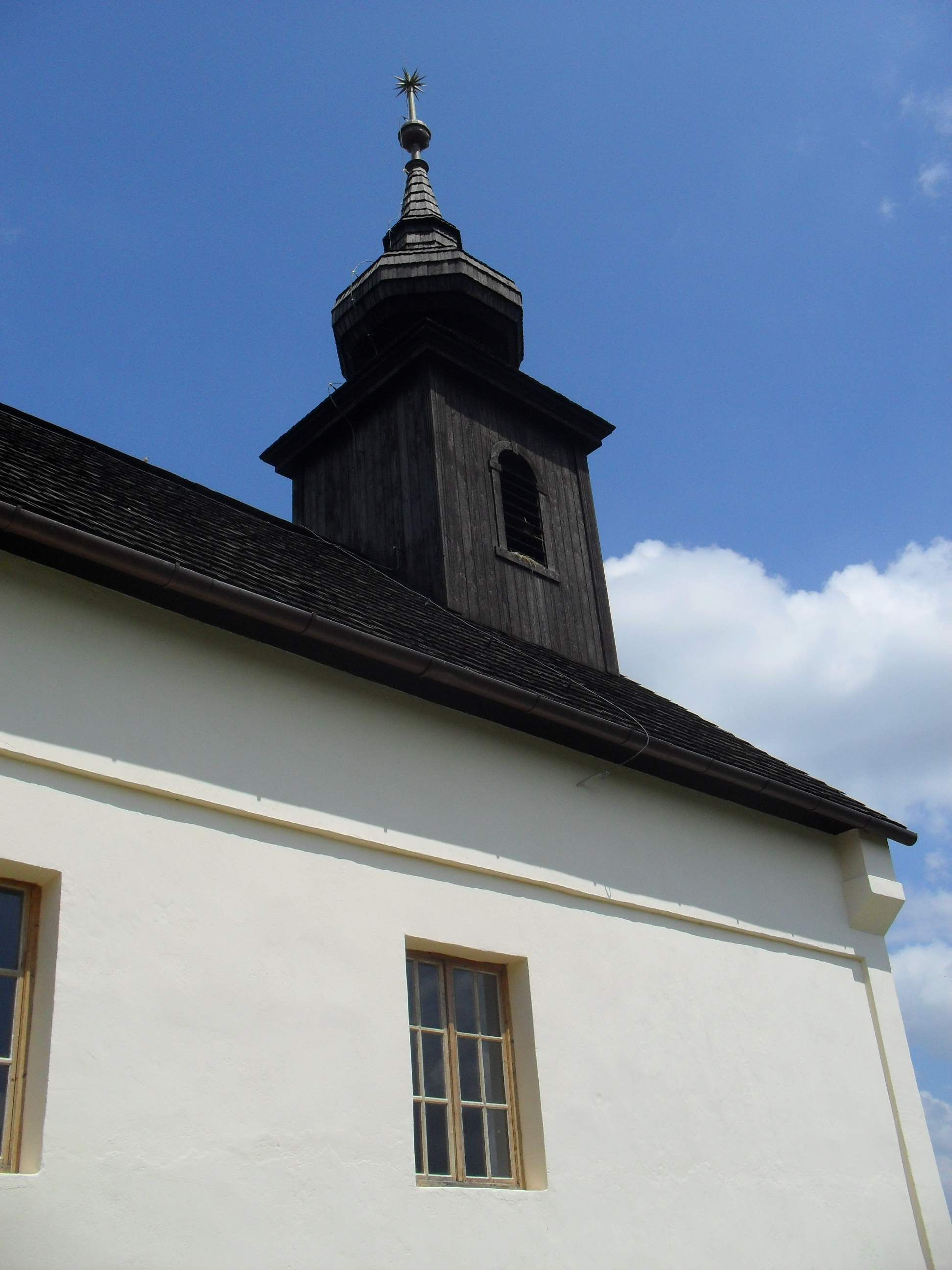
Református templom
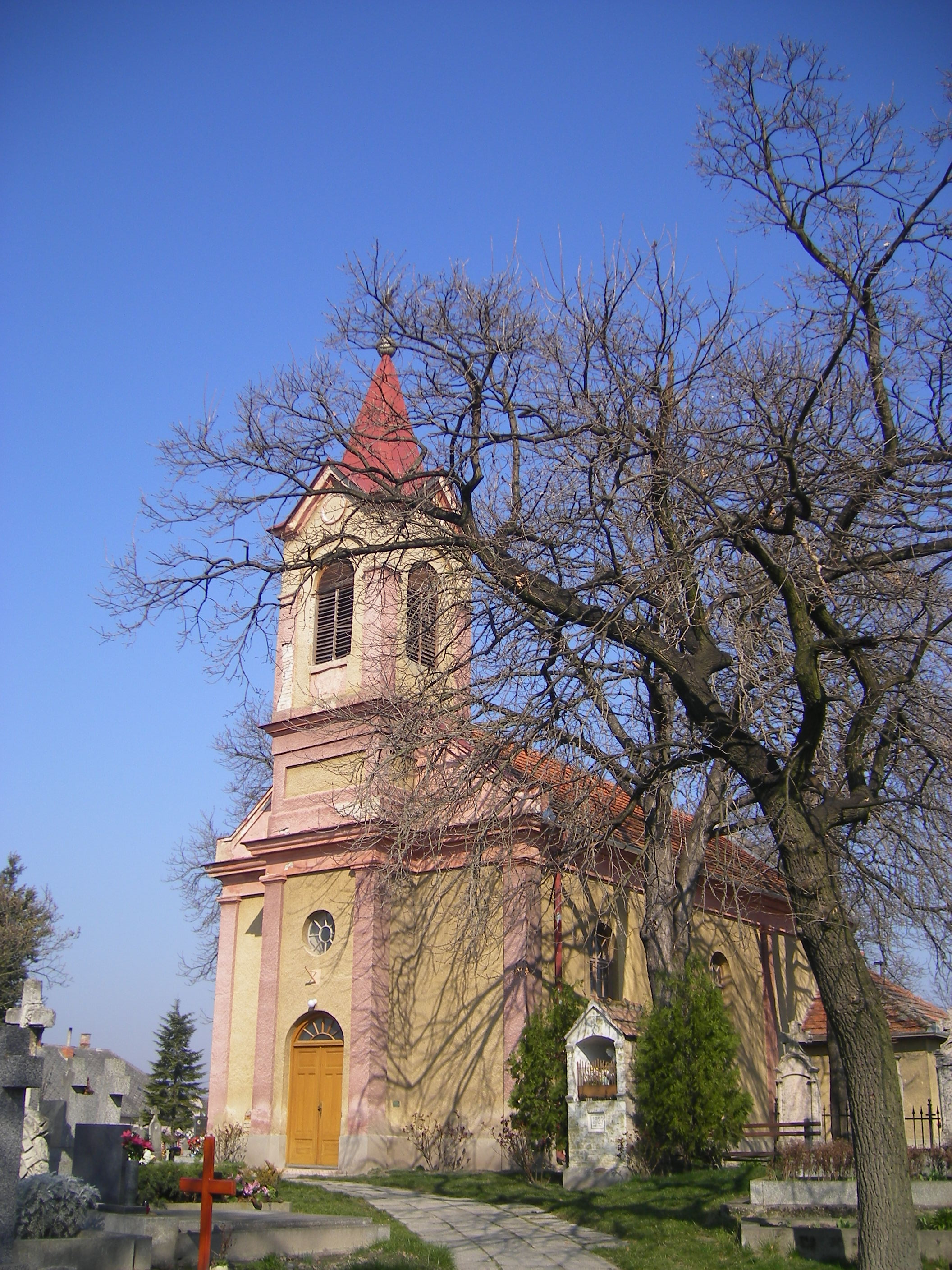
Katolikus templom
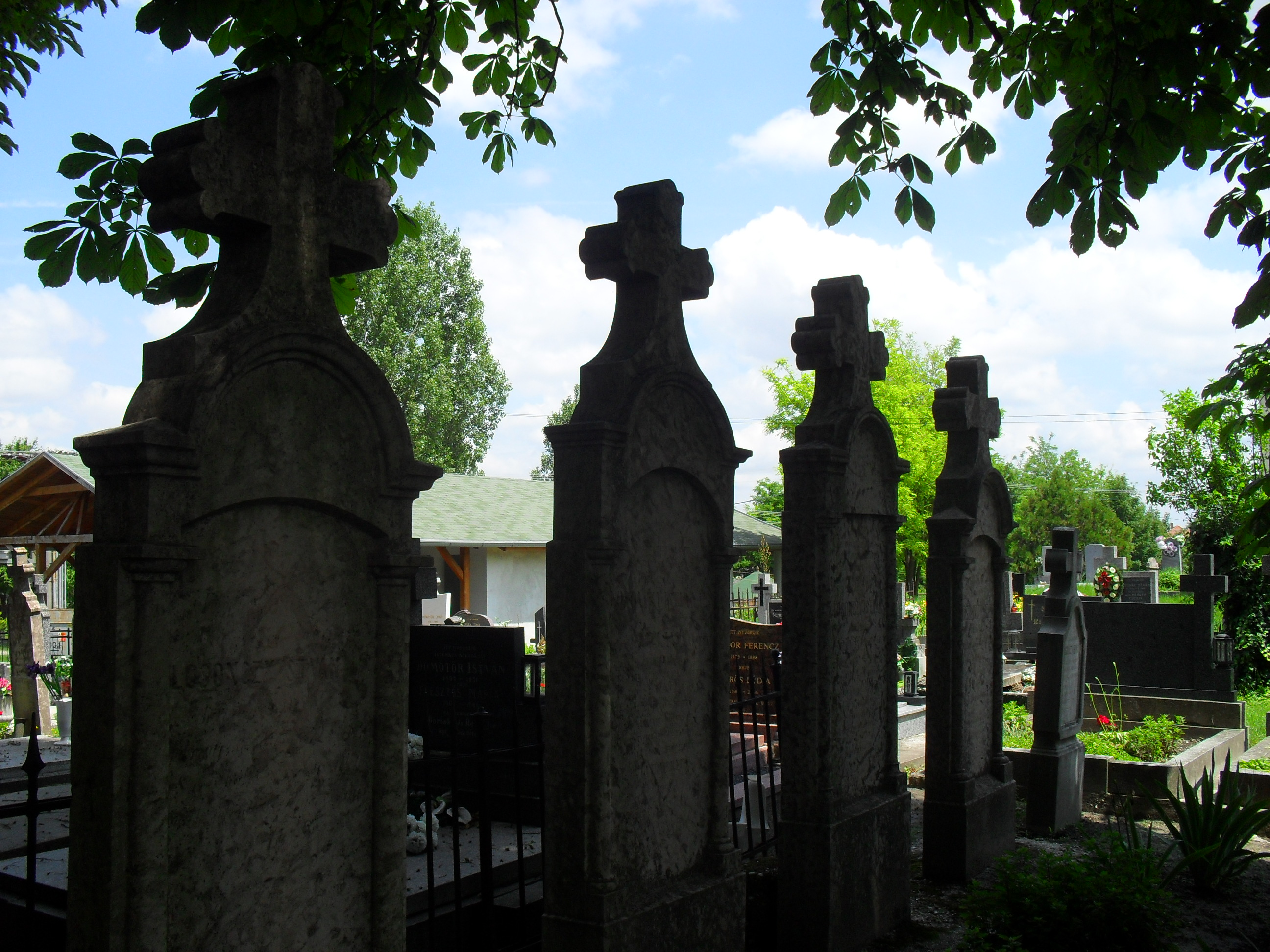
Régi sírkövek a temetőben
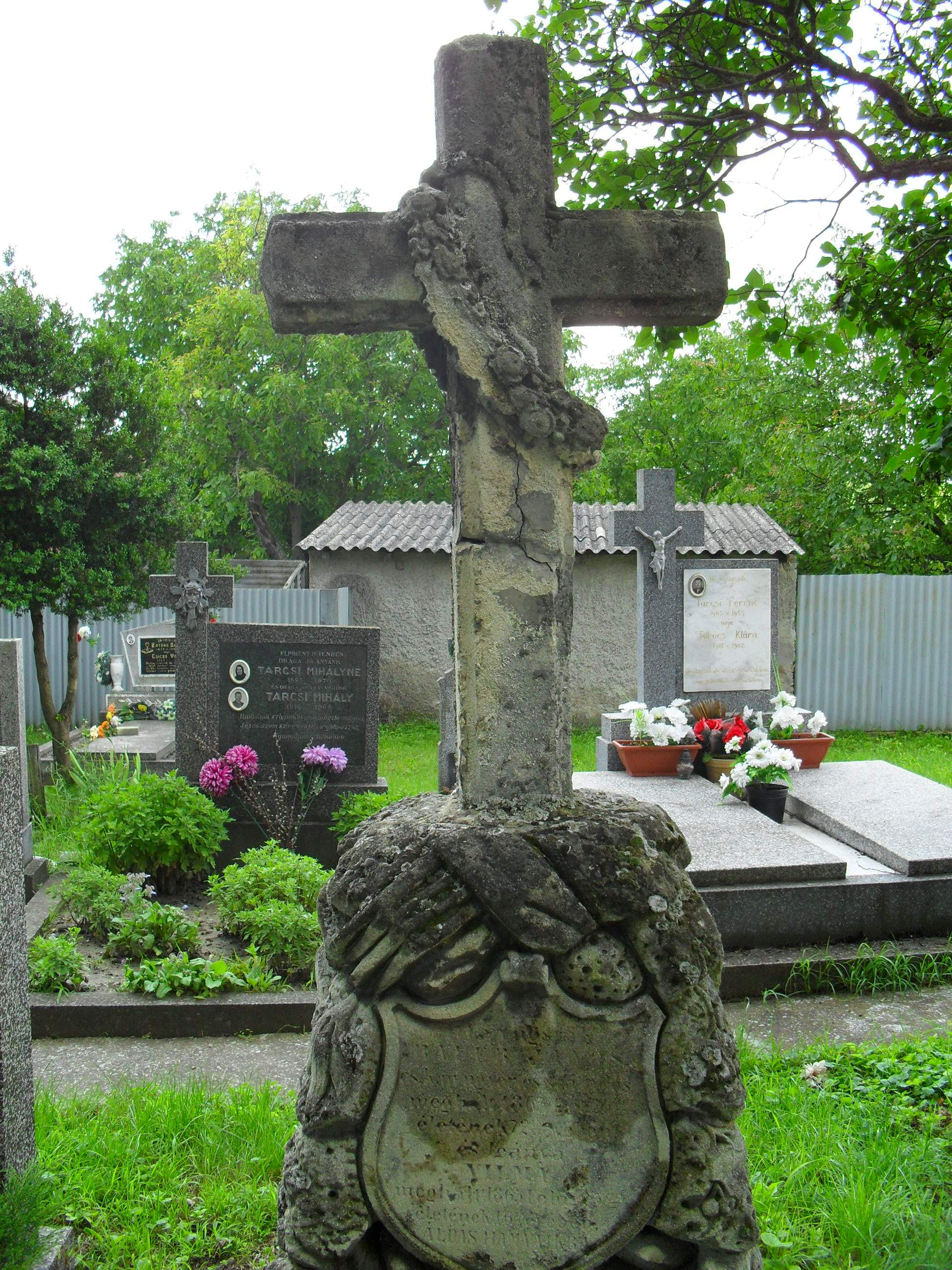
Régi sírkereszt a temetőben
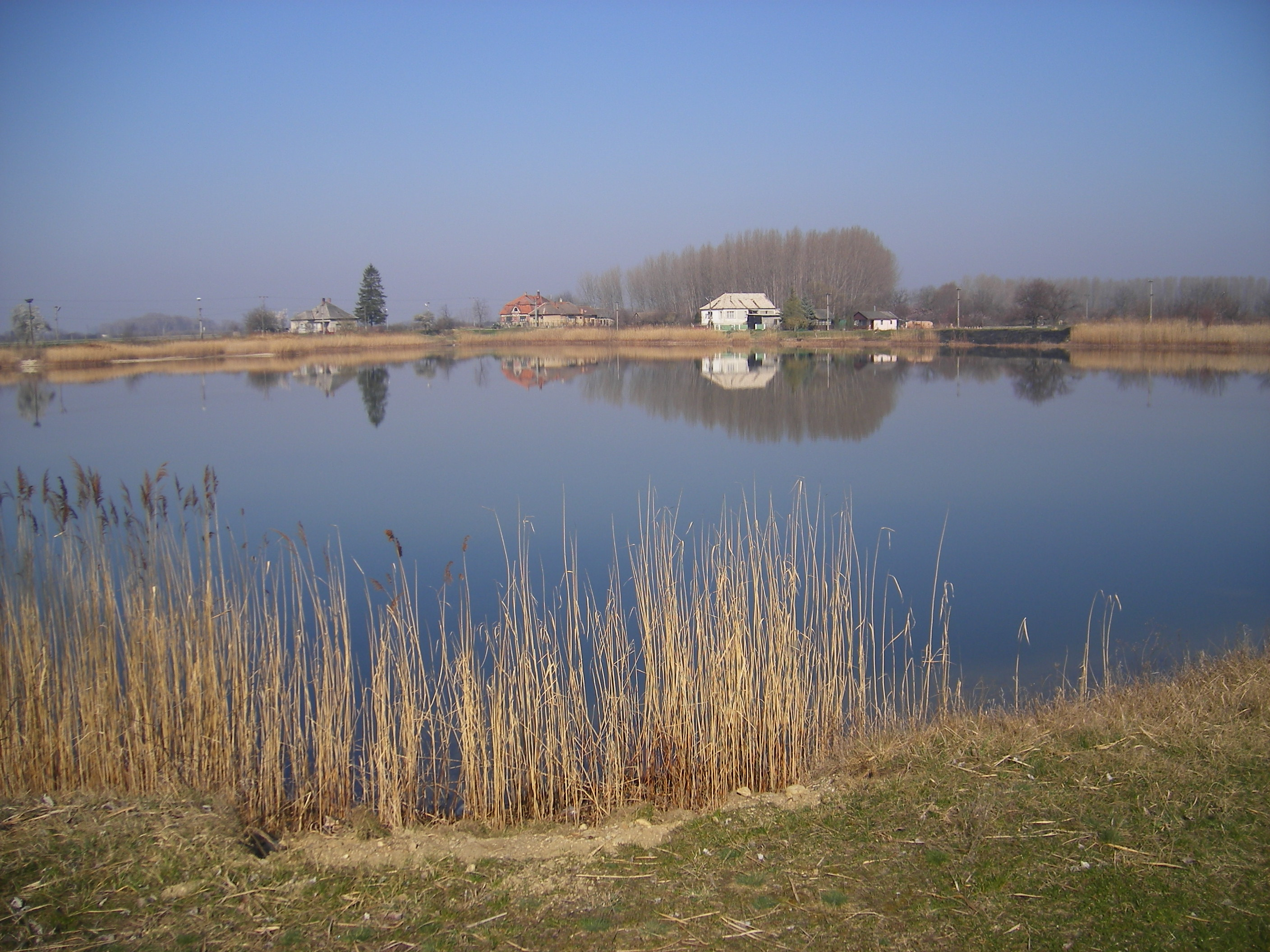
Tó Kolozsnémán
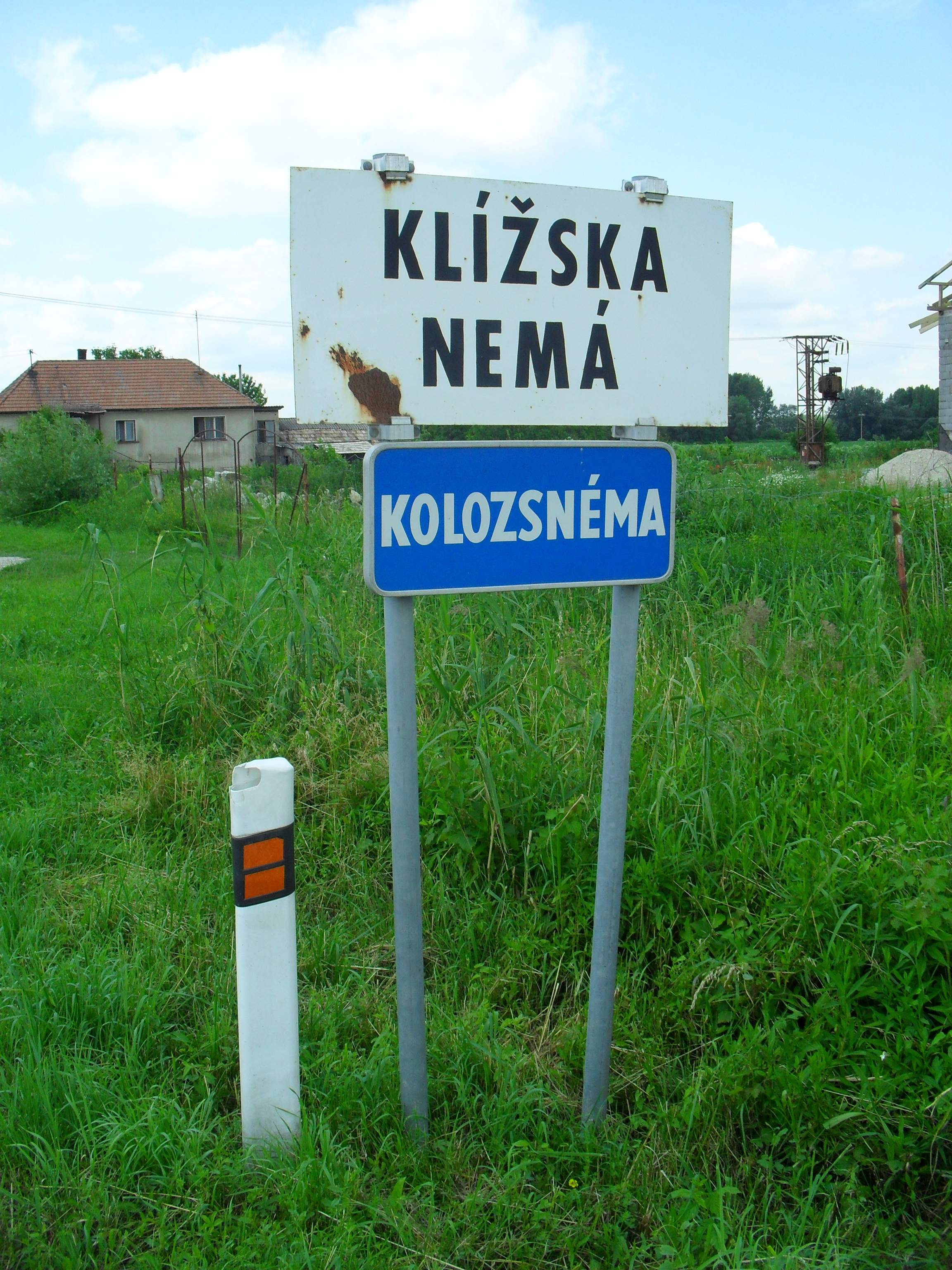
Kétnyelvű helységnévtábla
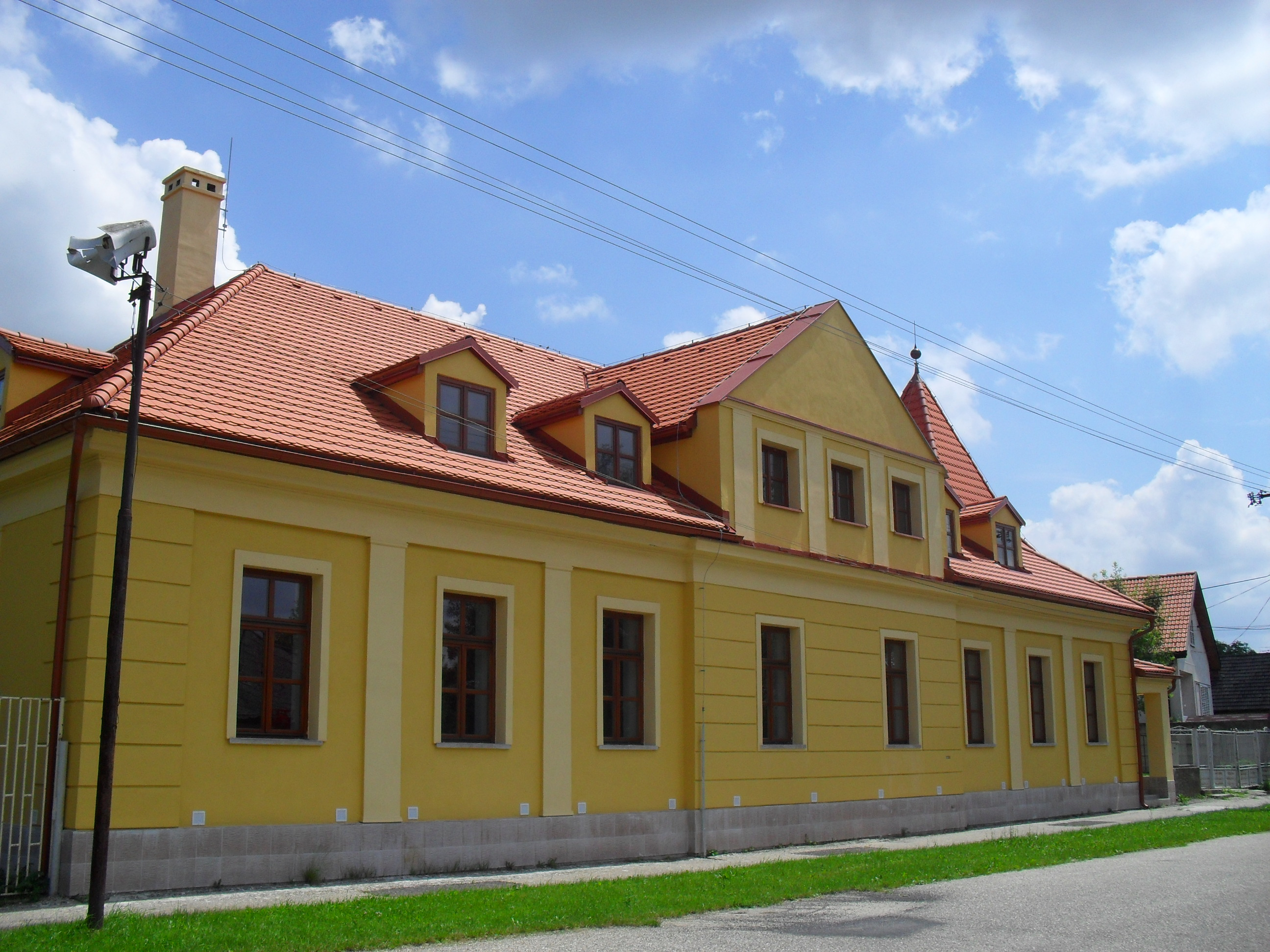
A Zámory-kúria
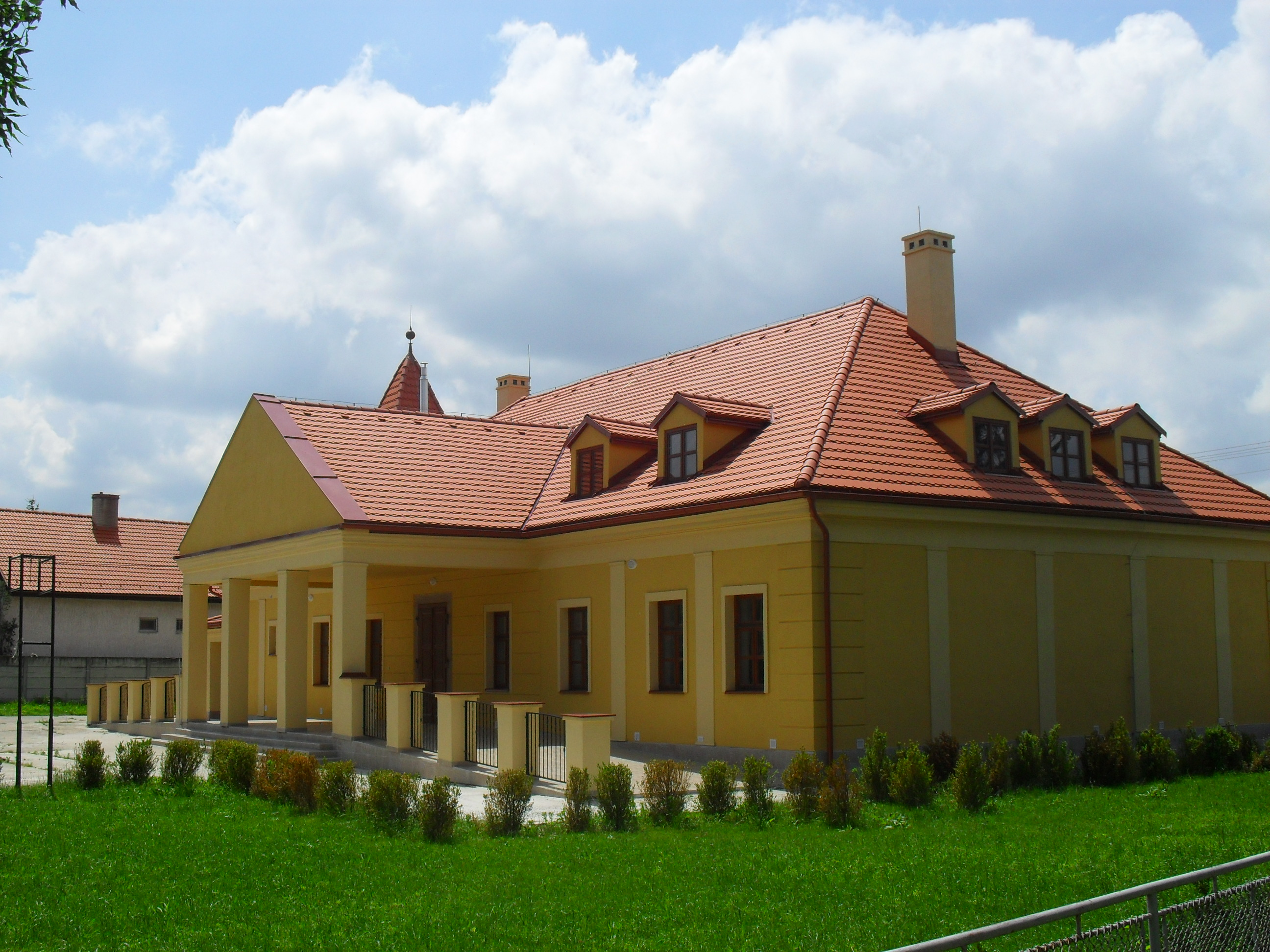
A Zámory-kúria
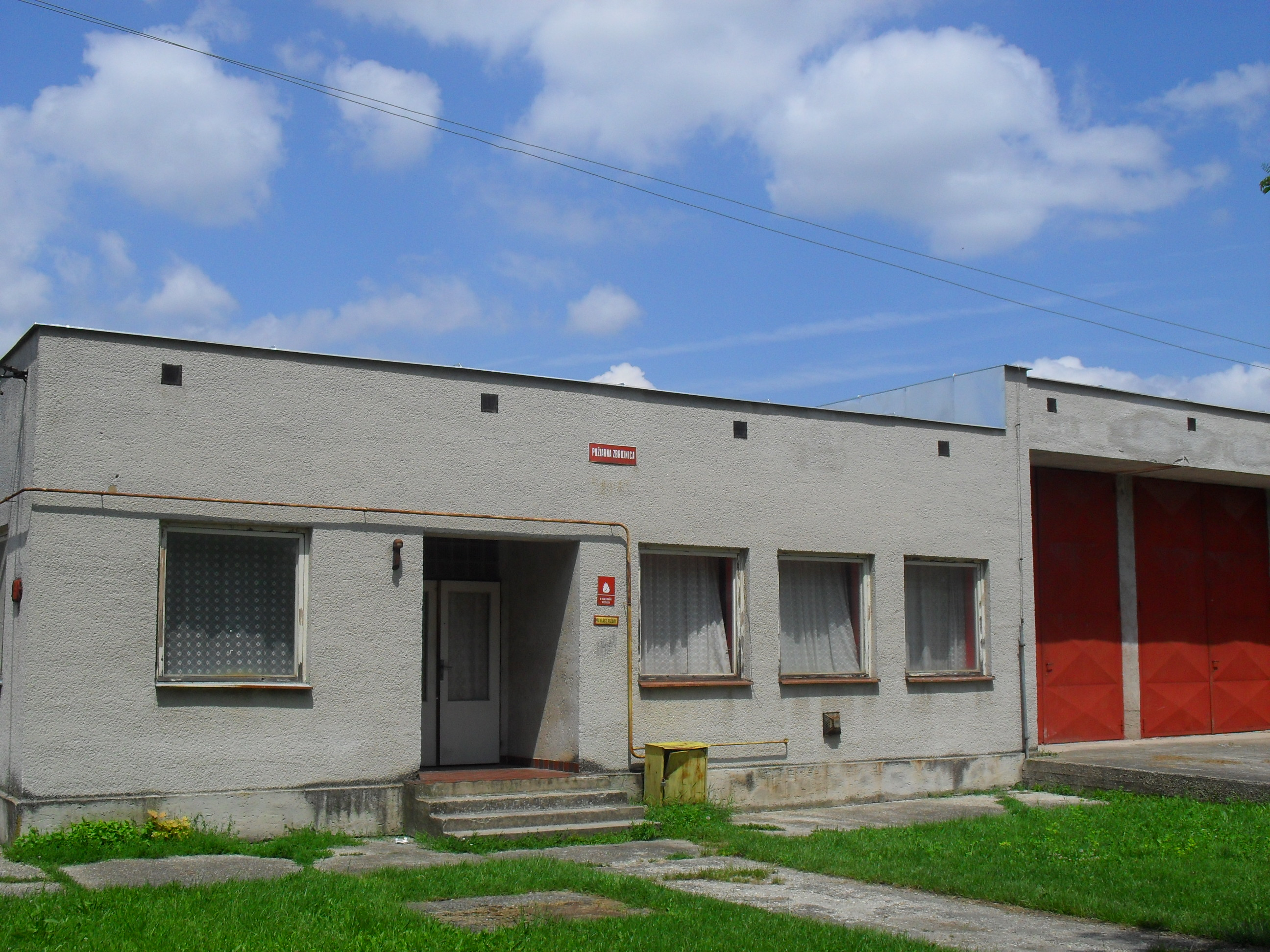
Tűzoltószertár
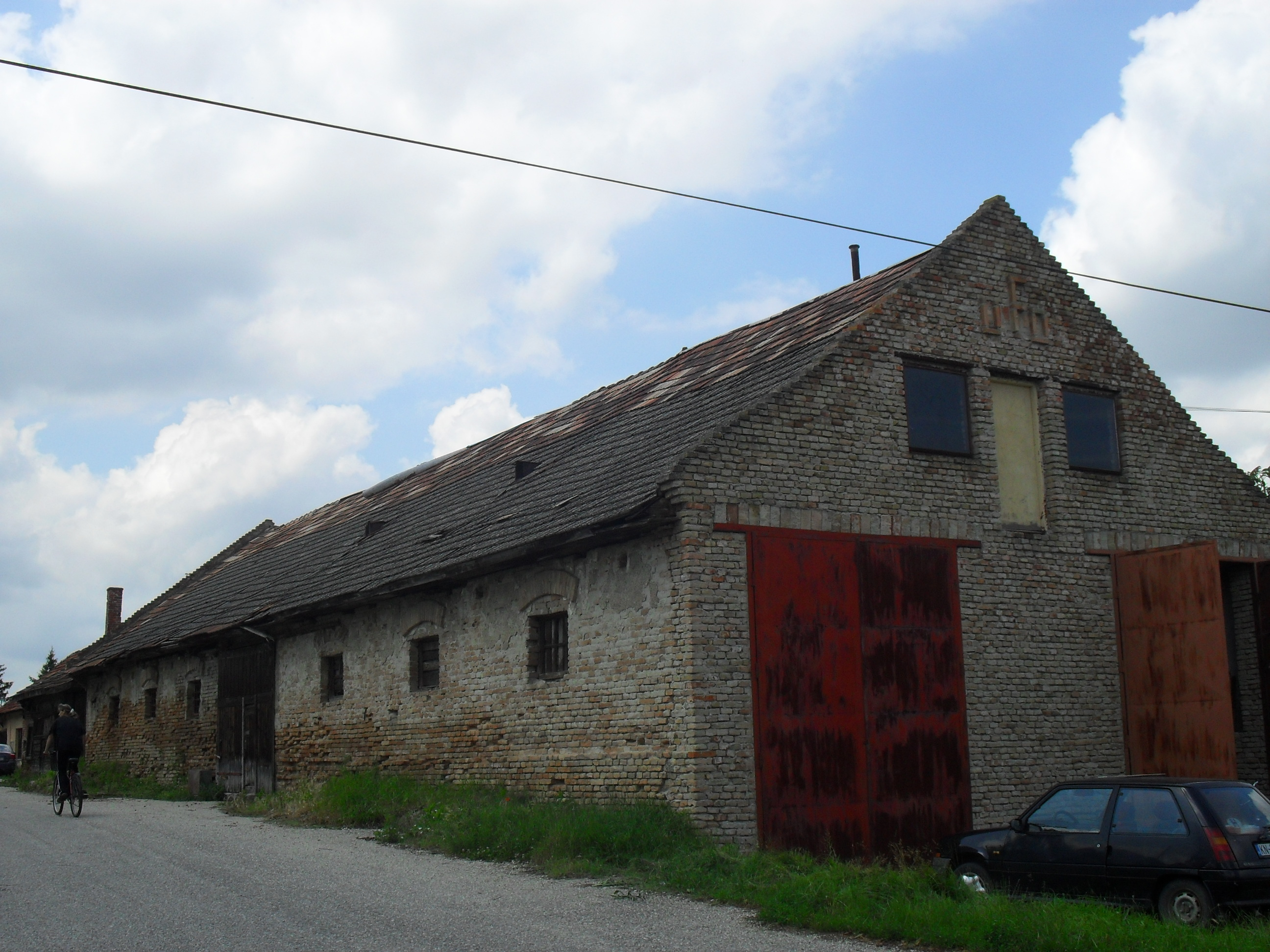
A volt lóistálló
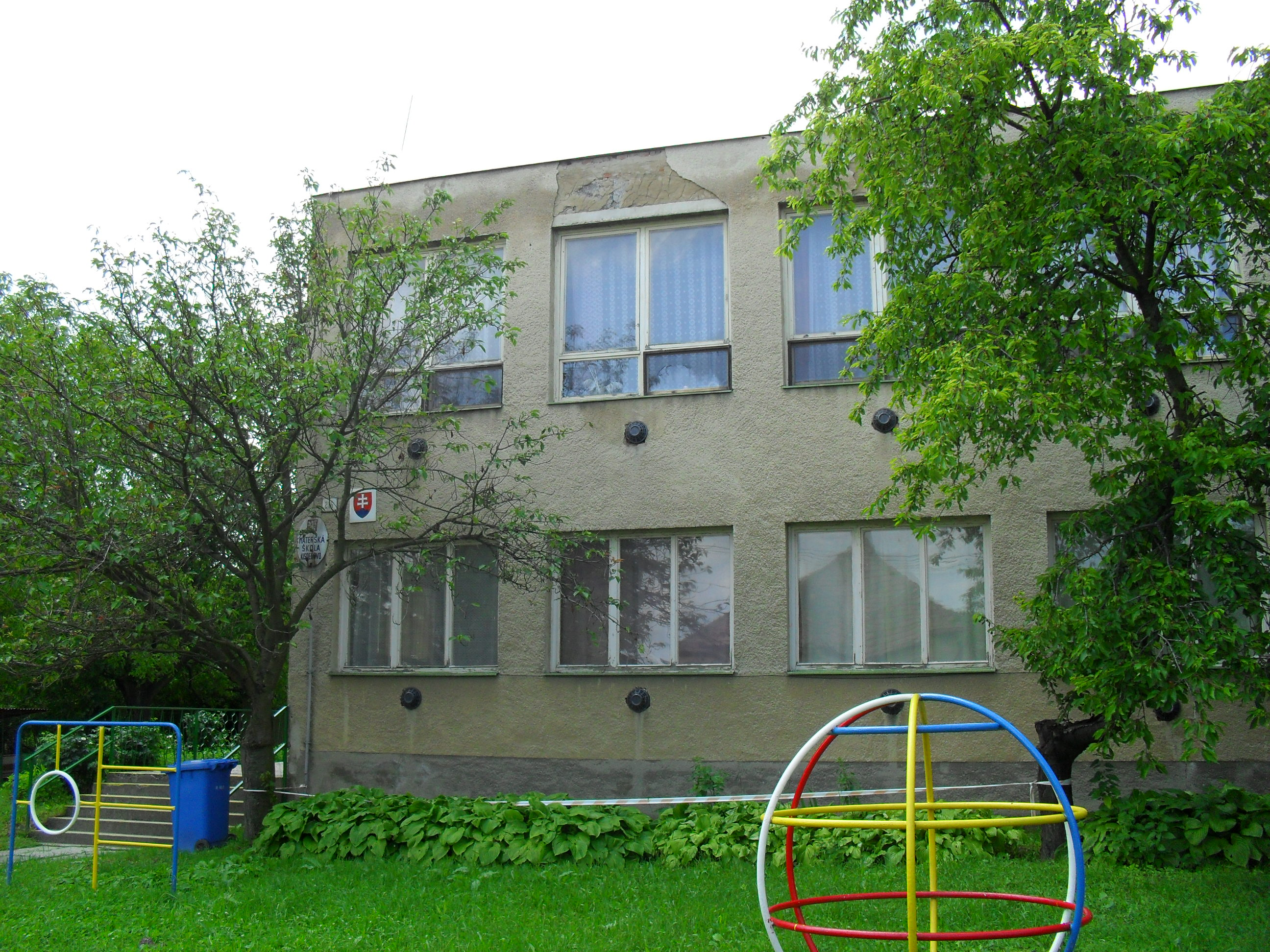
Óvoda
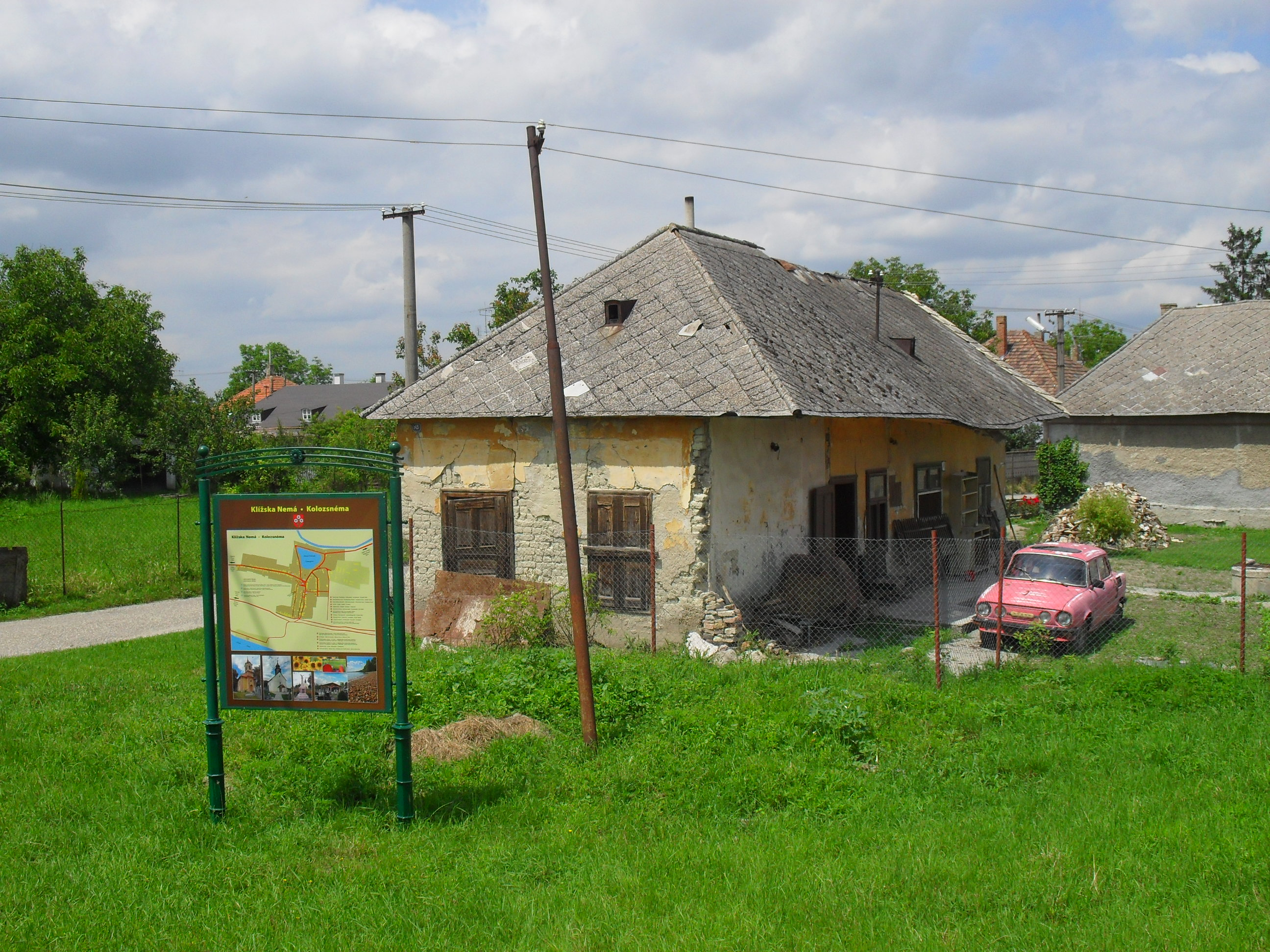
A volt Lengyel húsbolt
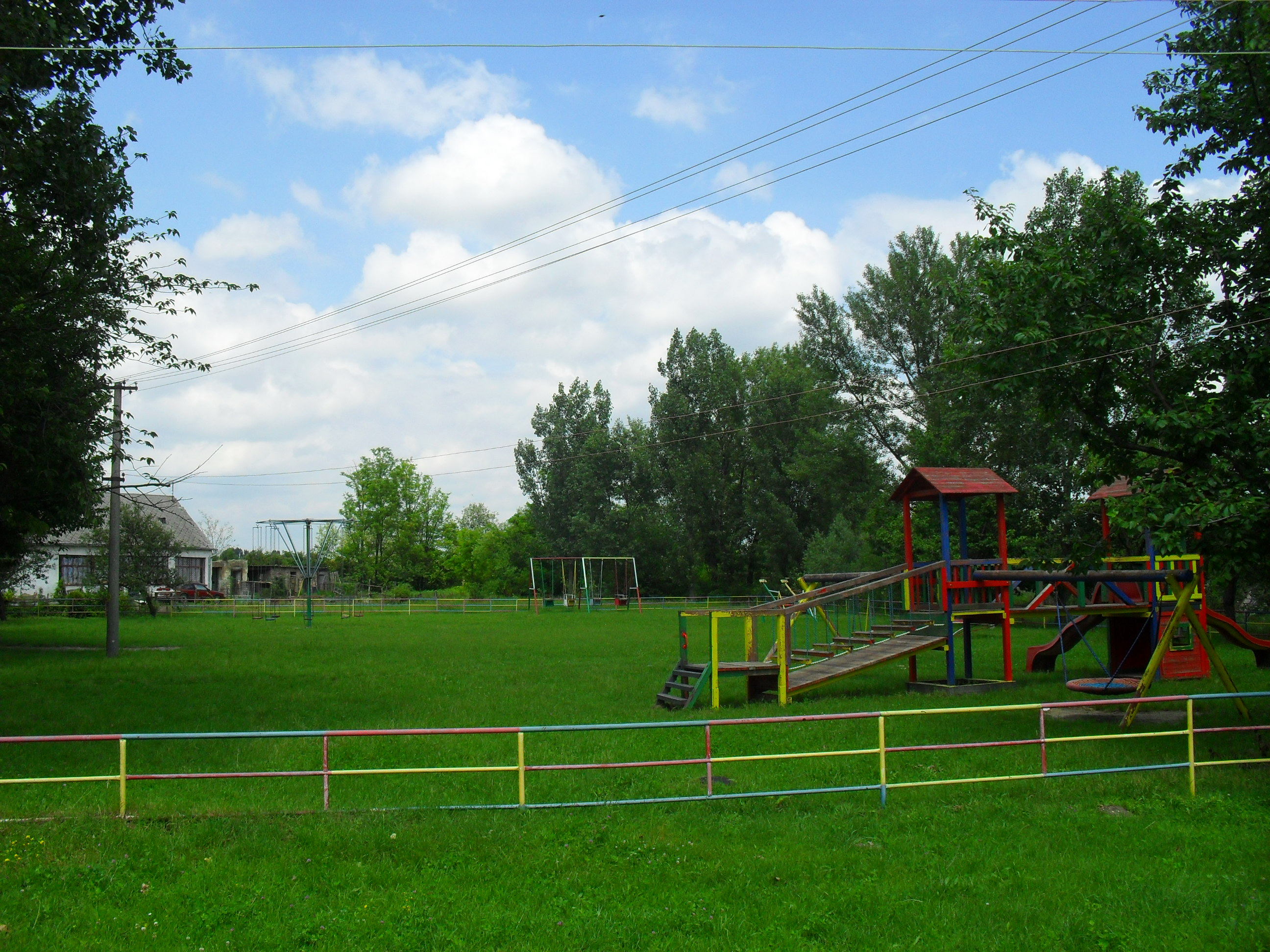
Játszótér
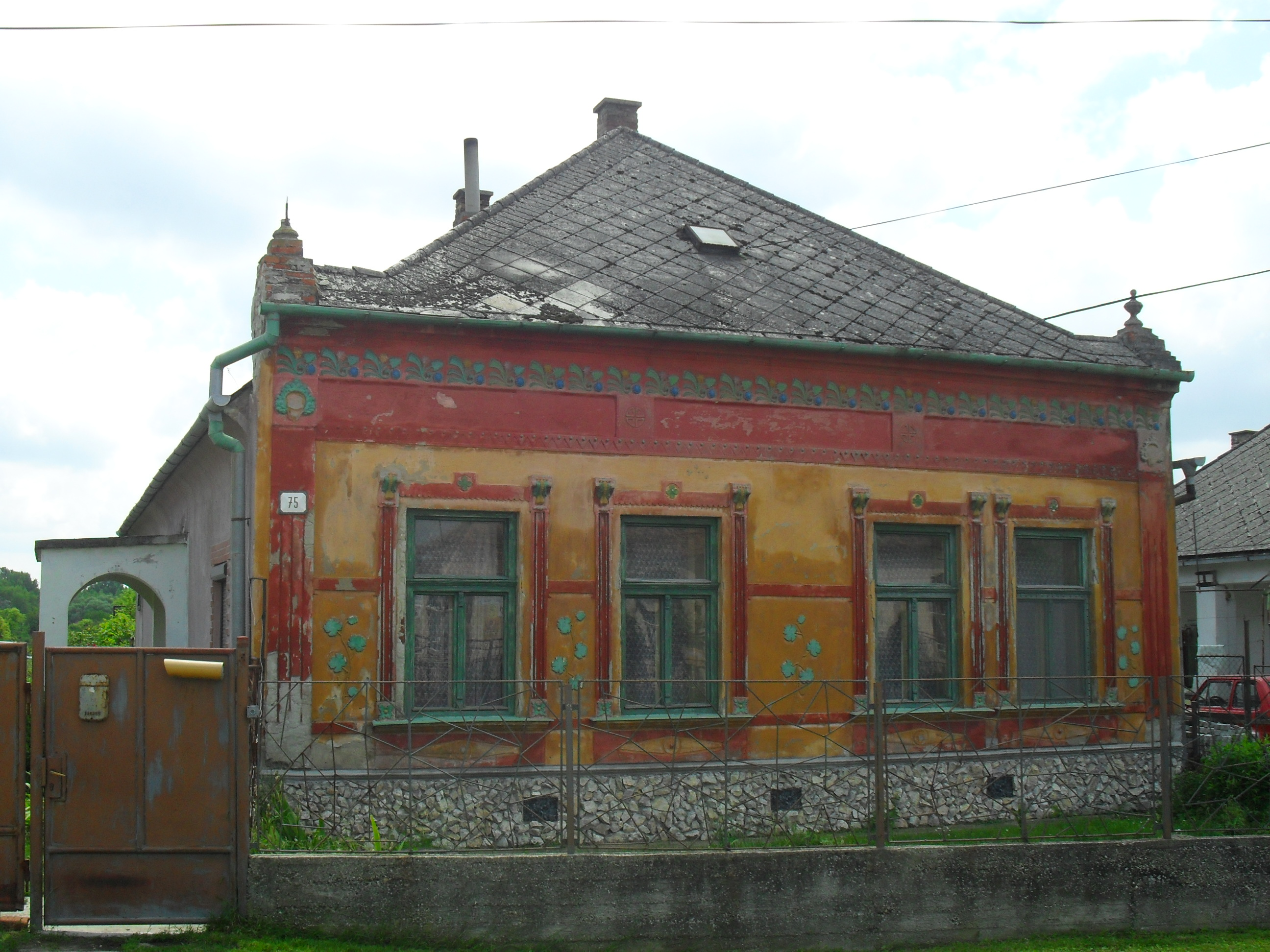
Régi ház a községben
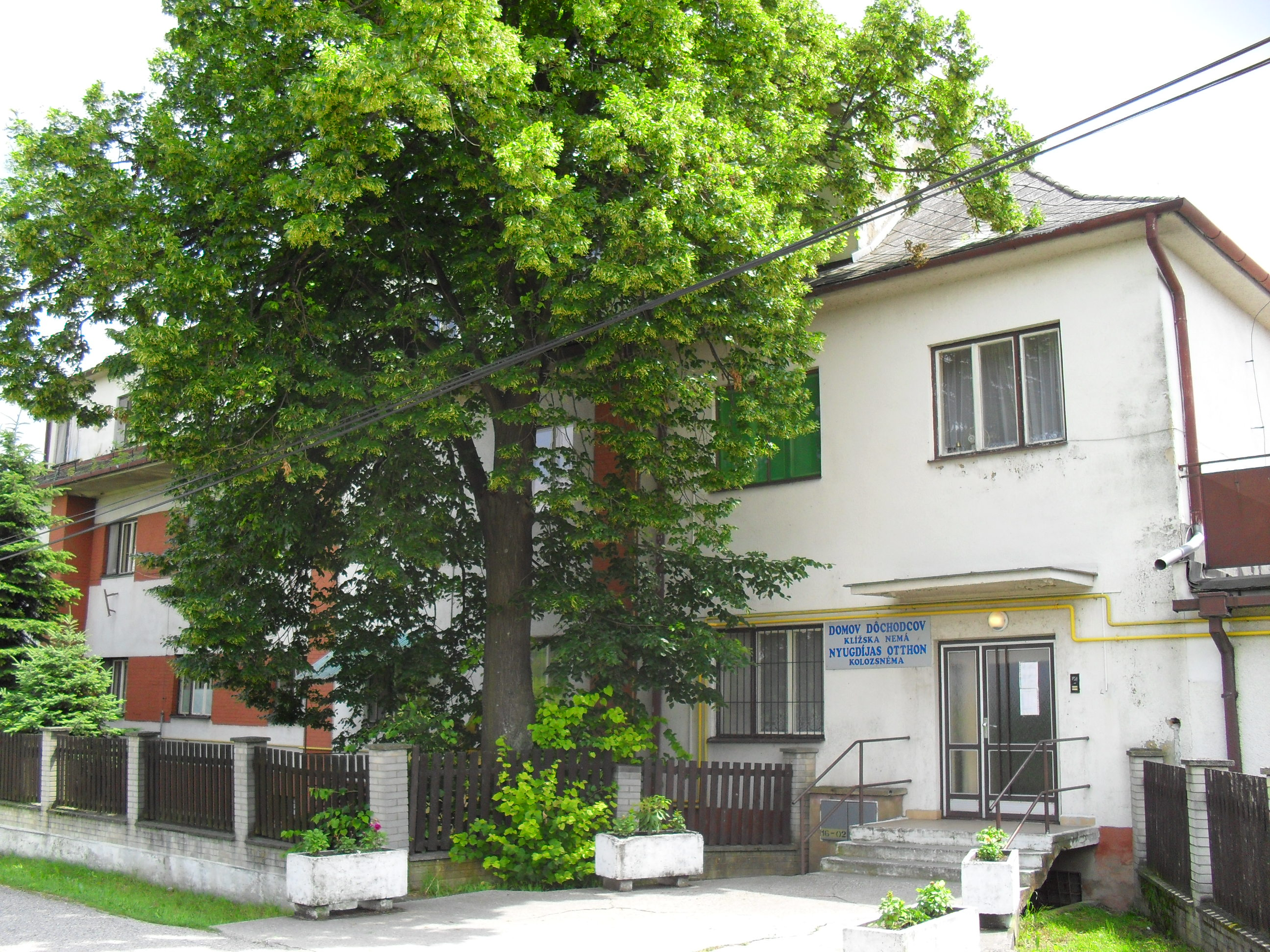
Nyugdíjasotthon
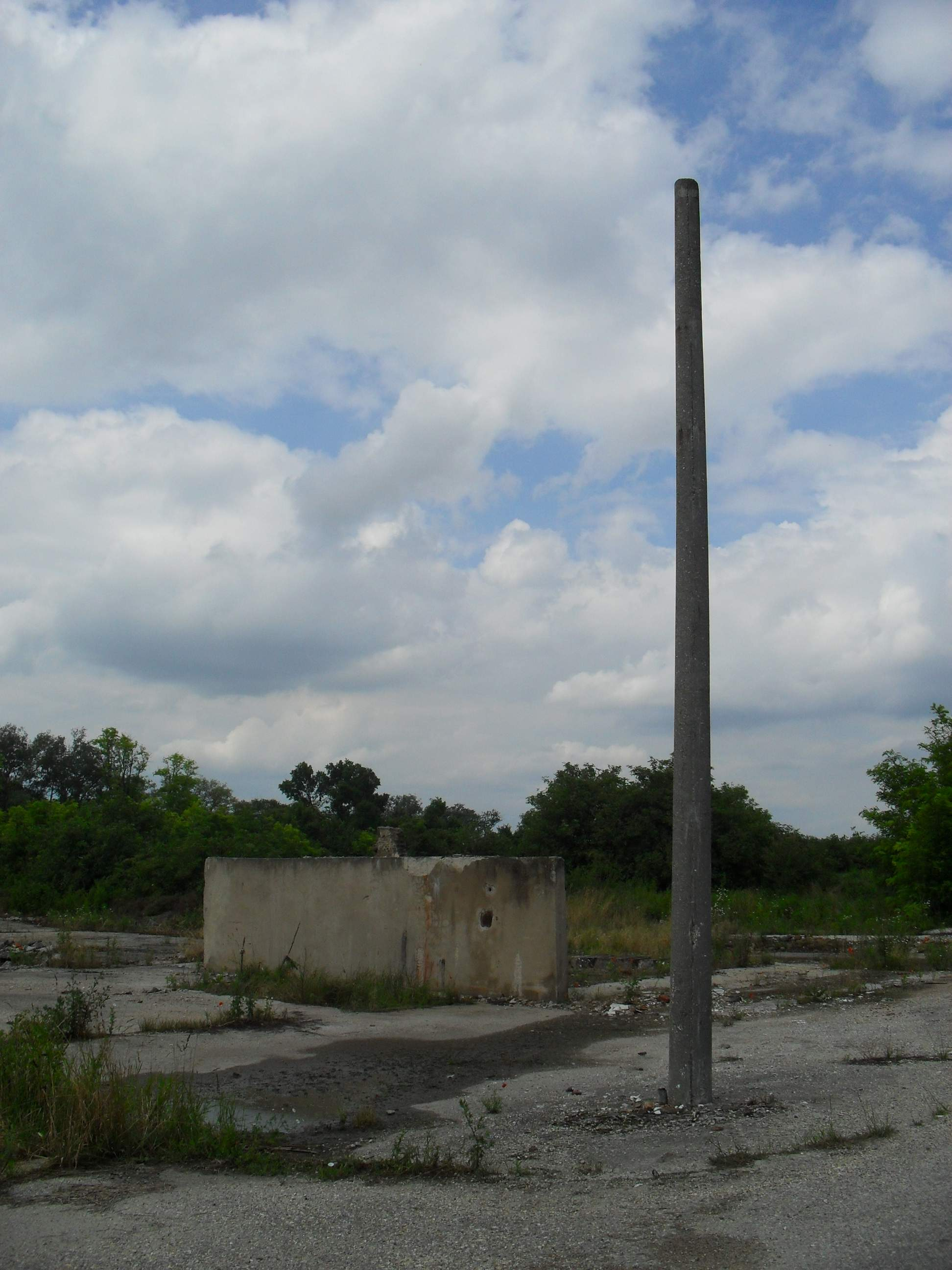
A ronkai major romjai
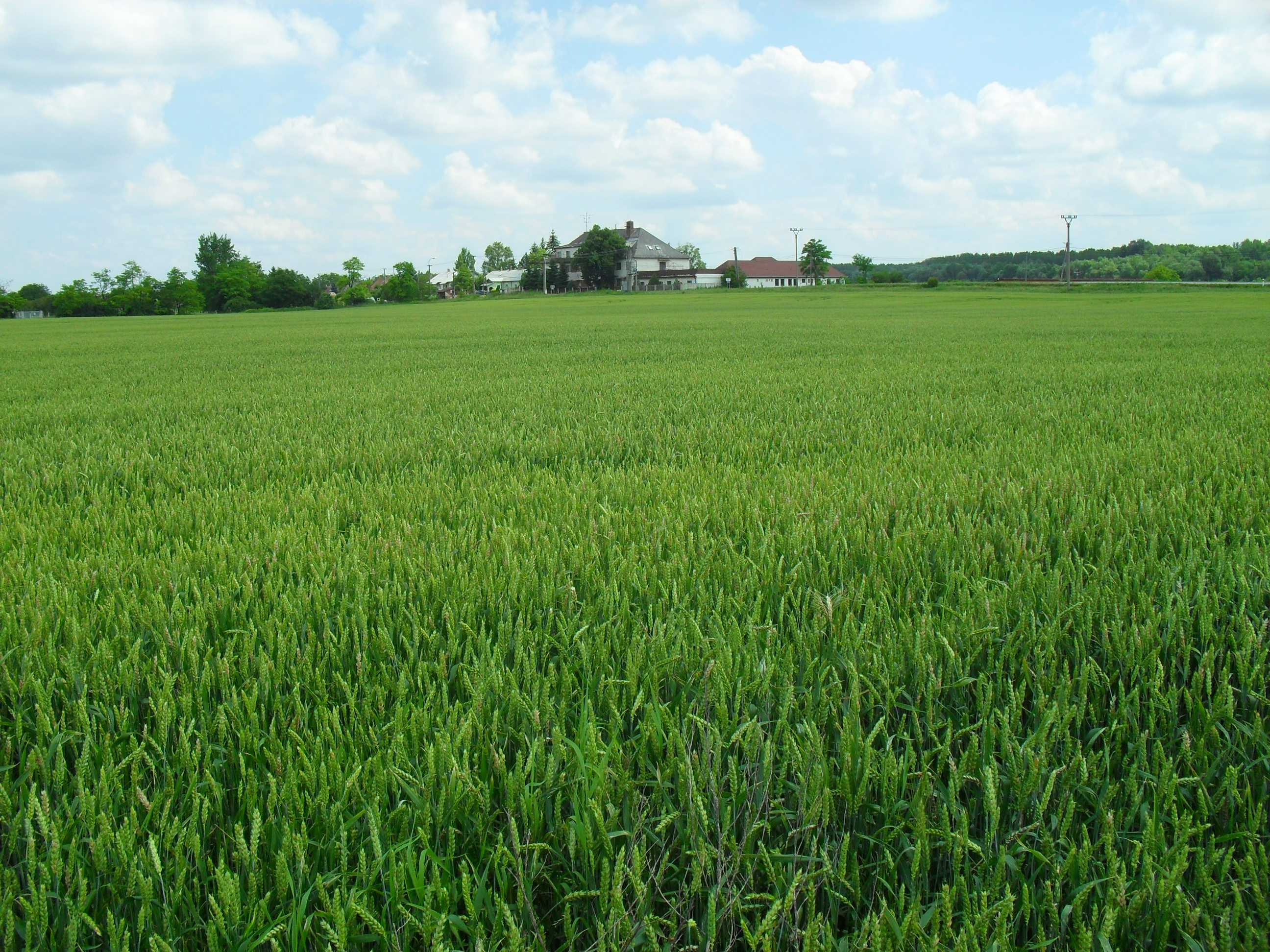
Tájkép a község határában
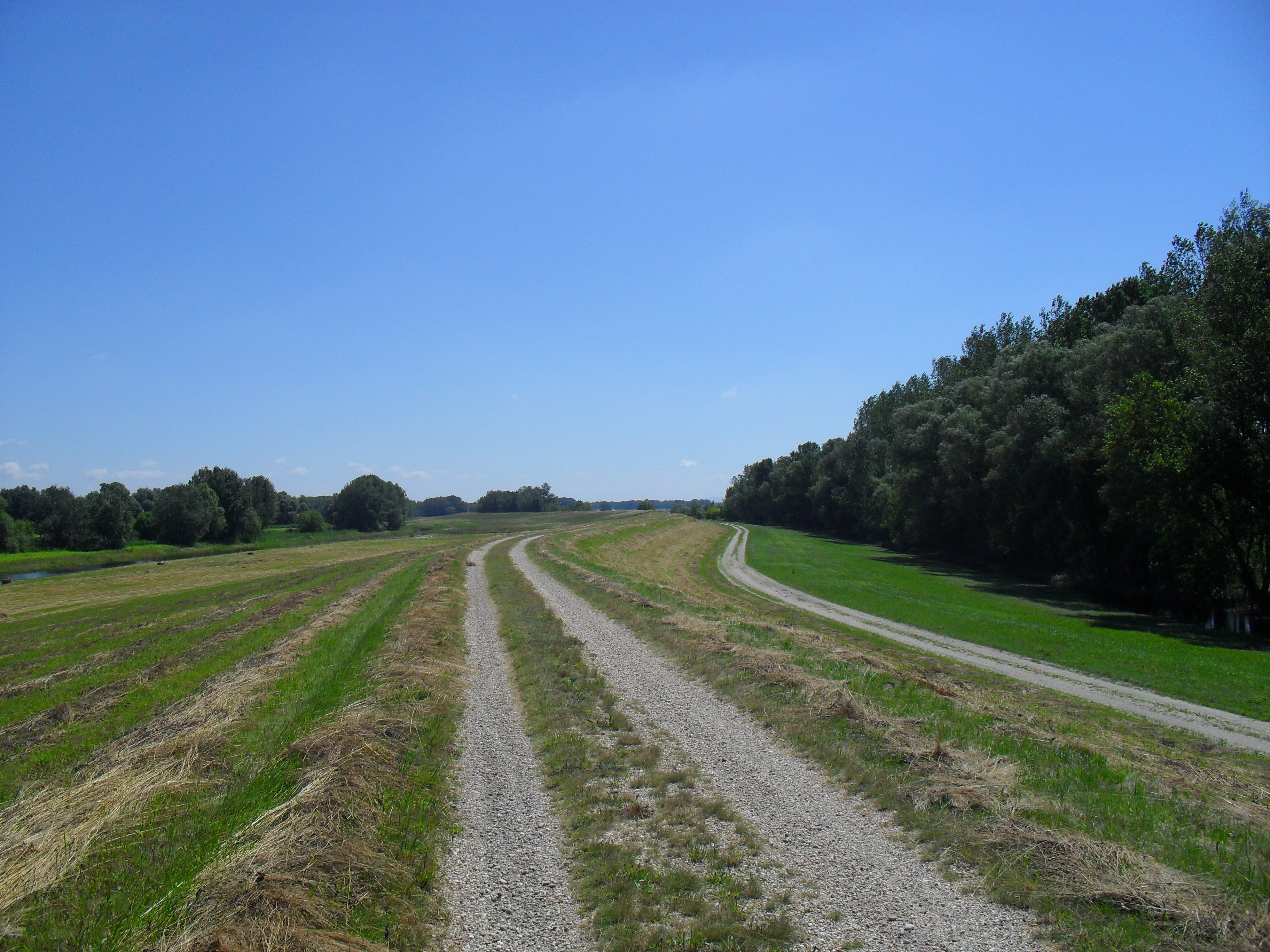
A Duna töltése Kolozsnéma határában
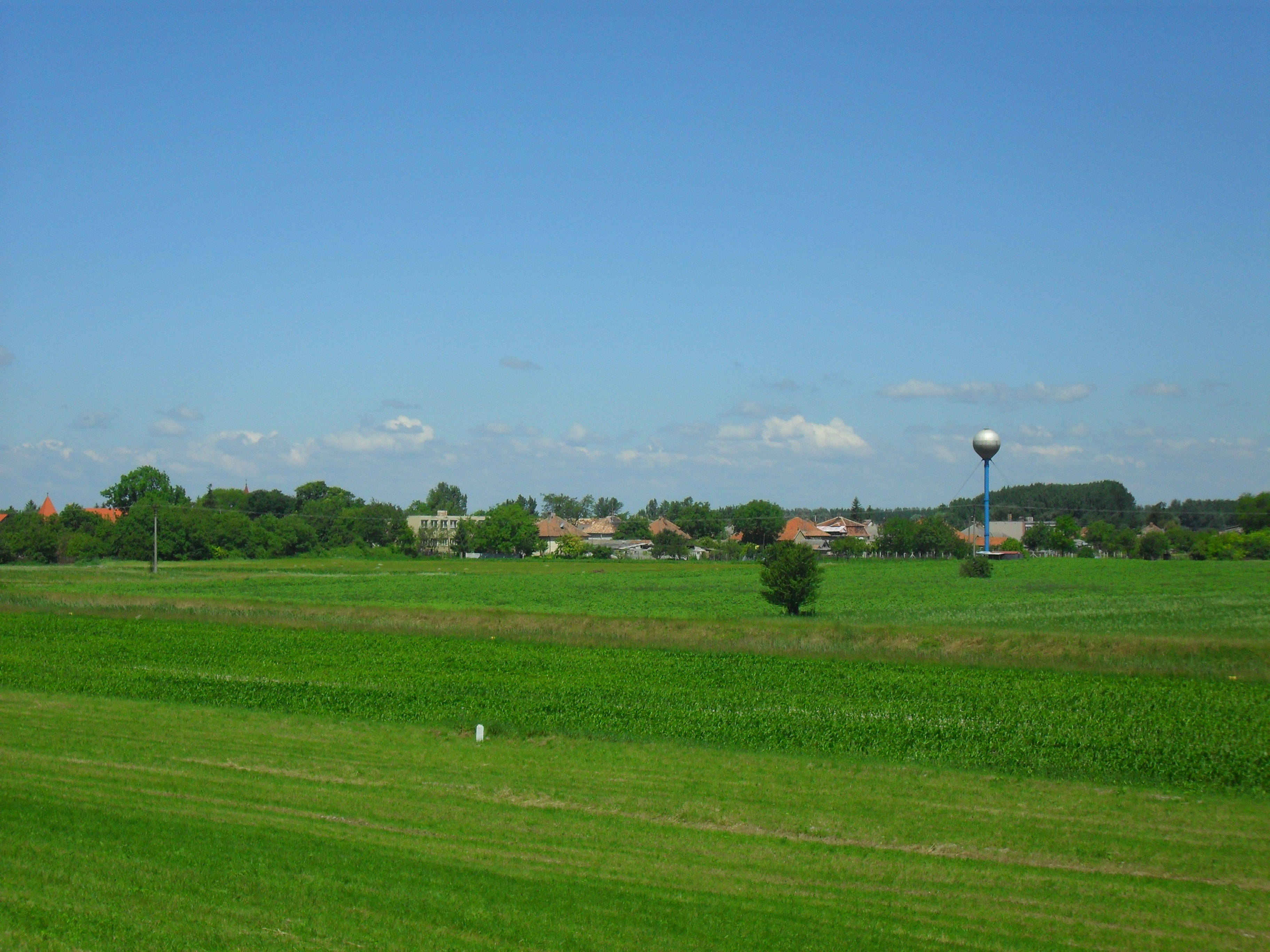
Kolozsnéma látképe a Duna töltéséről

## Külső hivatkozások
- Ipolyi Arnold 1859: Magyar műemlékek. Archaeologiai Közlemények 1.
- Kolozsnéma honlapja (szlovákul) Archiválva 2007. február 25-i dátummal a Wayback Machine-ben
- Községinfó
- Kolozsnéma Szlovákia térképén
- A Szabad Újság cikke a községről
- A kolozsnémai református egyház története
- A csicsói és kolozsnémai református egyházközség lapja (Huba Mirolsav munkája)
- Kolozsnémai református egyház lelkészei és tanítói
- Kolozsnémai római katolikus egyház plébánosai - Csicsó leányegyháza
- 2014.február 16-án felavatták Antall József mellszobrát Kolozsnémán